# Participanții la Al Doilea Război Mondial
Participanții la al Doilea Război Mondial reprezintă totalitate națiunilor care au fost implicate direct sau au fost afectate de oricare dintre teatrele de luptă ale celui de al Doilea Război Mondial:

## Alianțe
Aliații originali (și coloniile lor)
     Aliații care au intrat după atacul de la Pearl Harbor
     Puterile Axei și alte state
     Statele neutre (și coloniile lor)

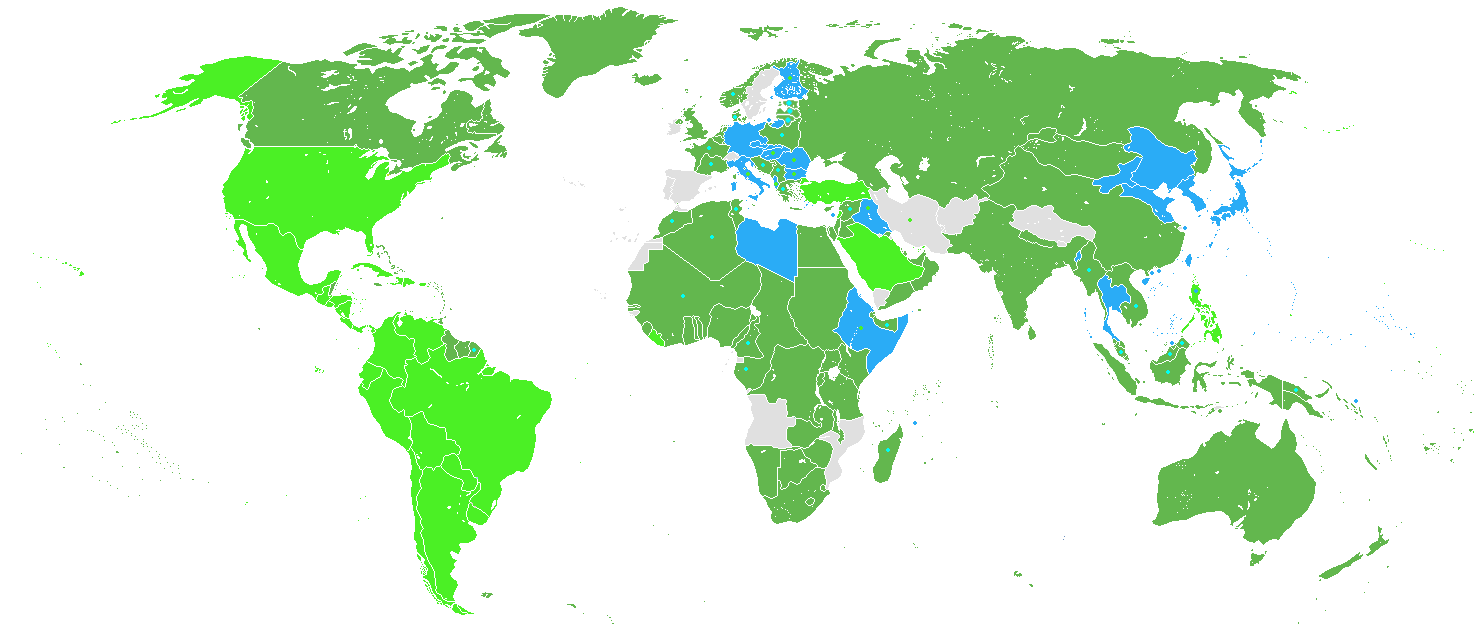
Harta lumii cu participanții la cel de-al Doilea Război Mondial:
Aliații originali (și coloniile lor)
Aliații care au intrat după atacul de la Pearl Harbor
Puterile Axei și alte state
Statele neutre (și coloniile lor)

Al Doilea Război Mondial a implicat în principal două mari alianțe militare. 
- Puterile Axei era un grup de țări în frunte cu Germania Nazistă, Italia Fascistă și Imperiul Japonez. Aceste trei mari puteri sunt considerați principalele forțe agresoare din conflict.
- Aliații, conduși de Regatul Unit și Franța (ultima până la capitulare), și-au mărit rândurile cu Uniunea Sovietică, (după iunie, 1941) și cu Statele Unite ale Americii (după decembrie, 1941). În rândurile Aliaților, pe frontul din Asia și Pacific, s-a aflat Republica China, care se afla în război cu Japonia încă din 1937.

### Puterile Axei
Această înțelegere, care nu a fost la început o alianță militaro-politică oficială,a fost fondată pe conceptul Axei Roma-Berlin (Pactul de Oțel). Mai târziu, Axa s-a transformat în Pactul Tripartit, prin adeziunea Japoniei. Fiecare dintre puterile importante ale Axei Roma-Berlin-Tokio au pornit la război din proprie inițiativă: Germania în 1939, Italia în 1940, iar Japonia în 1937 împotriva Chinei și în 1941 împotriva SUA, de multe ori fără să-și acorde un ajutor reciproc coordonat. Între puterile Axei nu s-au împărțit cea mai mare parte a tehnologiilor și resurselor și nu a existat o coordonare serioasă strategică și tactică între aceste forțe.
După ieșirea Italiei din Axă, Germania și Japonia au funcționat ca puteri absolut separate, fiecare ducându-și propriul război pe teatre de luptă diferite—Germania în Europa, iar Japonia în Pacific. Mai multe puteri mici au luptat de partea Axei, cele mai multe fiind subordonate efortului de război al Germaniei sau Japoniei.

### Aliații
Aliații originali, legați de angajamentele lor pentru garantarea securității Poloniei, erau în principal Franța și Regatul Unit. După căderea Franței, Regatul Unit a rămas singura țară importantă a Aliaților. Restul țarilor erau în principal țările Commonwealthului și forțele comandate de diferitele guverne în exil.
Deși în mod oficial războiul nu a început decât în 1939, odată cu invazia germană în Polonia, războiul a început mult mai devreme în Asia și Africa, odată cu invazia italiană în Etiopia (1936) și cea japoneză în China (1937). În scurtă vreme, războiul s-a extins la scară globală, în Europa și în Oceanul Pacific. China, cu o treime din teritoriul țării sub ocupație, și-a mobilizat forțele pentru a ajuta britanicii să apere India de invazia japoneză și să recucerească Burma (în prezent Myanmar) în 1944. 
În 1941, după atacul Germaniei Naziste împotriva Uniunii Sovietice, britanicii i-au acceptat pe sovietici în Alianță. Mai înainte de declanșarea Operațiunii Barbarossa, Anglia nu știa prea bine cum să negocieze cu sovieticii, care, după atacul conjugat germano-rus împotriva Poloniei, erau condierați agresori de Londra, cu toate că, prim-ministrul britanic Winston Churchill spunea în 1939 că noua frontieră sovieto-germană forma un front antinazist, pe care Hitler nu-l va putea sparge niciodată. Această declarație ar putea fi considerată ca o încercare de a-l provoca pe Hitler să atace URSS-ul. Până în cele din urmă, odată ce Uniunea Sovietică s-a alăturat Aliaților, principalele forțe ale Wehrmachtului s-au mutat pe frontul de răsărit.
După atacul japonez împotriva bazei navale americane de la Pearl Harbor din 1941, Statele Unite au intrat în mod oficial în război, implicându-se pe toate teatrele majore de război, din Europa și Asia. Statele Unite a devenit unul dintre cei mai importanți colaboratori ai Aliaților datorită resurselor materiale și producției industriale și agricole neafectate în mod direct de devastările războiului, având o contribuție importantă la aprovizionarea foțelor anti-fasciste atât inainte cât și după momentul Pearl Harbor, (vedeți și Lend-Lease).
Prin comparație, alături de Aliați au venit mai multe națiuni decât alături de Axă. Nu doar țările atacate de Axă s-au alăturat Aliaților, dar și un număr de țări mai mici care nu au fost direct implicate în război s-au alăturat Aliaților, pentru a-și asigura propria securitate ca și pentru a-și asigura un important sprijin economic și militar din partea acestora în timpul și după încheierea războiului.

## Țările participante la conflict
În lista de mai jos sunt enumerate toate țările implicate sau afectate de război, cu o scurtă descriere a rolului fiecăreia dintre ele. În cazul participanților mai importanți, există subarticole care oferă detalii asupra acțiunilor respectivelor țări în conflagrație.

### Afganistan
Regele Mohammed Zahir Shah a reușit să-și păstreze regatul în afara conflictului. Cum prețul petrolului a crescut, comerțul exterior a adus țării o mare bogăție în timpul conflictului.

### Africa de Sud
Uniunea Africii de Sud, ca membru al Commonwealthului Britanic, a declarat război Germaniei la scurtă vreme după Regatul Unit, pe 6 septembrie 1939. Sub comanda britanică au luptat trei divizii de infanterie și una de blindate sud-africane pe diferite teatre de război, în special în Africa de Nord. Cei mai mulți militari ai Diviziei a 2-a sud-africane au căzut prizonieri la Tobruk pe 21 iunie 1942.
Deși s-a spus că în rândul populației afrikaner exista un puternic sentiment pronazist, prim-ministrul Jan Smuts a păstrat ferm țara în rândurile Aliaților.

### Albania
Albania a fost anexată cu forța de Italia în aprilie 1939, cu puțin timp înainte de izbucnirea conflagrației mondiale. Albania nu a fost capabilă să se opună invaziei și a devenit plantforma de lansare a următoarei invazii italiene, cea din  Grecia. Odată ce campania germană din Balcani a fost încheiată în 1941, Albania a fost folosită ca bază a garnizoanei italiene din Balcani, care a fost înlocuită de forțele germane, după ce Italia a schimbat tabăra în 1943.

### Andorra
Andorra a rămas neutră din punct de vedere oficial pe toată durata războiului. La începutul războiului, în țară a staționat un mic detașament de trupe franceze datorită războiului civil spaniol. Aceste forțe au fost retrase în 1940. După înfrângerea Franței, Regimul de la Vichy l-a proclamat pe Philippe Pétain ca noul coprincipe al Andorei. După ocupare de către germani a întregii Franțe în 1942, unități militare germane au fost mutate în apropierea graniței andoreze, lângă Pas de la Casa, dar acestea nu au trecut niciodată granița. Ca răspuns, forțele spaniole au fost cantonate la La Seu d'Urgell, dar și acestea au rămas pe toată durata războiului în afara granițelor Andorei. În 1944, Charles de Gaulle a stabilit un nou guvern provizoriu  și și-a asumat funcția de co-prinț. De asemenea, a ordonat trupelor franceze să ocupe micul stat vecin  ca "măsură preventivă" pentru apărarea ordinii.
De-a lungul întregului conflict, Andora a fost folosită ca rută de contabandă între Spania și Franța regimului de la Vichy, dar și ca rută pentru cei care fugeau din zonele ocupate de naziști.

### Arabia Saudită
Contribuția Arabiei Saudite la efortul de război a fost în principal una economic, țara fiind unul dintre cei mai importanți producători de țiței. În ciuda statutului său de neutralite, Arabia Saudită a aprovizionat tabăra aliaților cu mari cantități de Țiței. Regele Abdul Aziz Al-Saud, în ciuda resentimentelor față de prezența colonialistă a Regatului Unit și Franței în Orientul Mijlociu, era în relații excelente cu Statele Unite ale Americii și cu președintele Franklin D. Roosevelt. Ca rezultat al acestor relații cu americanii, Arabia Saudită a rămas favorabilă acțiunilor Aliaților.

### Argentina
În timpul celui de-al doilea război mondial, Argentina a fost condusă de o serie de guverne conservatoare și corupte și de junte militare. Armata argentiniană și populația țării (care cuprindea și grupuri importante de emigranți italieni și spanioli) era divizată în acea perioadă între atitudinile favorabile Axei sau Aliaților. În vreme ce majoritatea elitei economice argentiniene era anglofilă și dorea ca țara să se alăture Aliaților, printre militari prevalau sentimentele neutraliste sau chiar favorabile Axei. Războiul a fost considerat de oficialii armatei ca o potențială sursă de venituri obținute prin exportul de produse agricole și industriale ambelor tabere implicate în conflagrație. Până în cele din urmă, guvernul miltar al generalului  Edelmiro T. Farrell a cedat presiunilor internaționale și Argentina s-a alăturat altor țări din America Latină și a declarat război Germaniei și Japoniei în ultimele luni ale conflagrației, (27 martie 1945).
Mai trebuie notat faptul că în ciuda poziției neutre a guvernului țării, cam 800 de volutari argentinieni au luptat în cadrul forțelor aeriene britanice, sud-africane sau canadiene, în special în Escadrila nr. 164 RAF, care a luptat în Franța și Belgia.

### Armenia
În timpul celui de-al doilea război mondial, Armenia era parte a URSS ca republică sovietică (RSS Armenească). Peste jumătate de milion de armeni au luptat în rândurile Armatei Roșii, mulți dintre ei căzâd în luptă, (83.700 după Krivoșeev). Au fost formate cinci divizii de infanterie. Din rândurile armenilor s-au ridicat 4 mareșali și 60 de generali. Biserica armenească și armenii din diaspora au donat mari sume de bani pentru victoria în războiul anti-german. După încheierea războiului, Armenia și Georgia sovietice au avut pretenții teritoriale față de Turcia. După o vreme Uniunea Sovietică a anunțat renunțarea la orice pretenție teritorială față de vecinul turc.
Unii dintre prizonierii armeni au ales să lupte pentru forțele Axei. Ei au luptat în mai multe unități millitare:
- Armenische Legion,
- 30.Waffen-Grenadier-Division der SS (russische Nr. 2),
- Freiwilligen-Stamm-Regiment 2,
- SS-Waffengruppe Armenien.

### Australia
Australia s-a numărat printre primele țări care au declarat război Germaniei pe 3 septembrie 1939. Peste un milion de australieni – bărbați și femei – au luptat în război, dintr-o populație aproximativ șapte milioane de locuitori. Deși armata australiană nu era pregătită corespunzător pentru război, guvernul a reușit să mobilizeze rapid  escadrilele Royal Australian Air Force și să le trimită în sprijinul Royal Air Force. Royal Australian Navy (RAN) a întreprins operațiuni de luptă împotriva Italiei imediat după intrarea ultimei în război în iunie 1940. Mai târziu, trupele de infanteriști australieni au luptat în campaniile împotriva Italiei și Germaniei din nordul Africii și din Europa. Submarinele germane au operat în apele australiene de-a lungul întregului război. Cea mai mare parte a efortului de război autralian a fost făcută după izbucnirea războiului cu Japonia la sfârșitul anului 1941. Australia a devenit o ținată a atacurilor nipone pentru prima oară în 1942, când aviația japoneză a bombardat orașul Darwin. Au urmat numeroase alte atacuri împotriva orașelor australiene, submarinele Axei atacând vasele militare sau de transport sau porturile australiene.
Efortul principal de război a fost concentrat pentru cea mai mare parte a războiului în Asia de Sud-Est și zona de sud-vest a Pacificului. Din ianuarie 1942 australienii au luptat în Malaezia, Indiile Olandeze Orientale și în Noua Guinee australiană. Mai înainte ca grosul trupelor austaliene să se întoarcă din străinătate, începând din iulie, unitătile milițiilor australiene au dus lupte grele în campania drumului Kokoda. În august 1942, infanteria austrliană a câștigat prima victorie împotriva forțelor terestre japoneze în timpul bătăliei din Golful Milne. Forțele armate australiene au fost implicate în 1945 în luptele grele pentru recucerirea Borneoului.

### Austria
Austria a devenit parte a Germaniei în 1938 după așa-numitul  Anschluss. După înfrângerea Puterilor Axei, aliații au ocupat Austria la sfârșitul războiului până în 1955, când țara a recâștigat independența completă, cu condiția neutralității perpetue.

### Bahrain
Șeicul Bahrainului a declarat război Germaniei pe 10 septembrie 1939. Forțele din Bahrain au luptat sub comandă britanică pe teatrul de război din Orientrul Mijlociu.

### Belgia
Belgia, la fel ca și Olanda, s-a declarat neutră în război, în încercarea de a evita transformarea din nou a țării într-un teren de confruntare între Germania și Franța. Germania Nazistă nu a respectat statutul de neutralitate a Belgiei și a traversat în forță teritoriul țării ca parte a invaziei Franței din 1940. Belgia s-a alăturat Aliaților și și-a menținut un guvern în exil, (care avea controlul asupra coloniilor), până la elibererea țării în 1944, când oficialitățile țării s-au reîntors în patrie.

### Bolivia
Bolivia a fost una dintre multele națiuni latino-americane care au declarat război Germaniei mai târziu, (4 decembrie 1943). La scurtă vreme după declararea stării de beligeranță, președintele Enrique Peñaranda a fost răsturnat de la putere de un grup de complotiști. Noul lider al țării, Gualberto Villarroel, avea simpatii fasciste și antisemite. Presiunile internaționale l-au obligat însă pe Villarroel să rămână în tabăra Aliaților și să elimine din anturajul său pe simpatizanții naziști. Bolivia a fost unul dintre furnizorii importanți de materiale de război pentru Aliați, în special staniu.

### Brazilia
Brazilia era condusă în perioada războiului de dictatorul Getúlio Vargas și și-a menținut statutul de neutralitate până în 1942. După ce submarinele germane au atacat vapoarele brazilie din Oceanul Atlantic și din portul Pearl Harbor, Brazilia s-a alăturat Aliaților, declarând război Germaniei și Italiei în 1942. Brazilia a participat la patrularea Atlanticului de Sud și apărarea rutelor comerciale. De asemenea a permis accesul vaselor militare aliate în porturile țării. Brazilia a trimis un corp expedițonar de 25.000 de oameni în Europa în 1944, fiind singura națiune latino-americană care a făcut așa ceva. Brazilienii au luptat în rândurile Armatei a 5-a americane de sub comanda generalului Mark Wayne Clark și a participat la campania din Italia. De asemenea, în Italia au luptat și piloții militari brazilieni care zburau pe avioane americane de tip P-47.

### Bulgaria
Bulgaria a fost unul dintre aliați mai puțin importanți ai Germaniei. A semant Pactul Tripartit pe 1 mai 1941, dar principala sa contribuție la război a fost acordarea dreptului de tranzit pentru armatele germane care au atacat Iugoslavia și Grecia. Bulgaria a ocupat teritorii grecești, românești și iugoslave în încercare de restaurare a Bulgariei Mari din secolul al XIX-lea, dar nu a participat la războiul antisovietic.
Pe 9 septembrie 1944, comuniștii bulgari au dat o lovitură de stat, în condițiile favorabile ale intrării Armatei Roșii în țară. Noul guverna bulgar a declarat război Germaniei. Guvernul Bulgar a semnat un armistițiu cu Aliații la Moscova pe 28 octombrie 1944. Patru armate bulgare au atacat pozițiile germane din Iugoslavia. După ce germanii au evacuat Iugoslavia, Armata I bulgară a continuat ofensiva în Ungaria și Austria.

### Canada
(În timpul celui de-al doilea război mondial, Newfoundland, inclusiv Labradorul, nu erau parte a Canadei. Vedeți secțiunea separată Newfoundland.)
Canada a declarat război Germaniei în primele zile ale conflagrației, pe 10 septembrie 1939. La fel ca în timpul primului război mondial, unitățile canadiene au luptat sub comandă britanică și au jucat un rol de primă importanță pe teatrului de luptă european. Forțele militare canadiene au avut o contribuție majoră în timpul bătăliei Angliei, bătăliei Atlanticului, campaniei din Italia și bătăliei din Normandia și în raidurile de bombardamente aeriene împotriva Germaniei.
Canadienii au participat la luptele din Italia începând cu ianuarie 1944. Efectivele canadiene din Normandia au crescut de la o divizie în iunie 1944 la un corp de armată în august același an. Canada a fost unul dintre participanții cei mai importanți ai Progamului de pregătire aeriană a  Commonwealthului Britanic, în cadrul căruia au fost pregătiți piloții militari ai uniunii.
În martie 1945, ambele corpuri canadiene, (care se aflaseră până atuci sub comandă britanică), au trecut sub comanda Armatei I candiene.
Din 1941, forțele canadiene au participat și la luptele din Asia, de exemplu la apărarea Hong Kongului. De la sfârșitul anului 1944, vasele de război ale Royal Canadian Navy și echipajele lor au fost transferate din Atlantic în Pacific, pentru a sprijini luptelor marinei regale britanice de aici. Efectivele totale canadiene s-au ridicat la aproximativ 1 milion de luptători de-a lungul întregului război.

### Ceylon
Ceylonul (cunoscut mai târziu ca  Sri Lanka), era în timpul războiului colonie britanică și adăpostea o importantă bază navală aliată. Pe 5 aprilie 1942 peste 300 de avioane decolate de pe portavioanele japoneze au bombardat insula. Winston Churchill a afirmat că acesta a fost "cel mai periculos moment" al războiului, japonezii încercând reeditarea succesului de la Pearl Harbor. Vasele britanice fuseseră mutate însă în Atolul Addu, la 600 mile sud-vest de Ceylon. Cu toate acestea, flota britanică a pierdut un portavion, după crucișătoare și două distrugătoare, iar escadrilele de avioane britanice au suferit pierderi foarte grele. Flota britanică a fost retrasă mai departe, în Africa de Est până în 1944.
Ceylonul era apărat de artilerian de coastă staționată pe Insula Horsburgh din Insulele Cocos. În urma activităților subversive ale Partidului Lanka Sama Samaja, regimentul de artilerie s-a rezvrătit și a încercat să predea insula japonezilor în noaptea de 8-9 mai 1942. Rebeliunea a fost înăbușită, trei soldați ceylonezi fiind judecați și condamnați la moarte.  Liderul revoltei, caporalul Gratien Fernando, a sfidat autoritățile militare britanice până în ultima clipă.
După această revoltă, nicio unitate combatantă ceyloneză nu a mai fost plasată în prima linie de luptă. unitățile de transport și aprovizionare ceyloneze au fost folosite în spate frontului din zone din Orientul Mijlociu. Trupele aliate staționate pe insulă au avut efective crescute de până la trei divizii, datorită importanței strategice deosebite a Sri Lankăi, care era un important producător de cauciuc natural. Raționalizarea a fost făcută și în Sri Lanka, dar cantitățile de alimente distribuite populației erau mai ridicate decât în cazul altor colonii britanice din subcontinentul indian, pentru a preveni creșterii nemulțumirilor populației.
Ceylonezii din Malaezia ocupată de japonezi și din Singapore au fost recrutați de japonezi pentru regimentul Lanka al Armatei naționale indiene, destinată luptei antibritanice. Au existat planuri pentru debarcarea lor în Sri Lanka pentru declanșarea unui război de guerilă, dar această acțiune a răms doar în faza de proiect.

### Chile
La inceputul războiului, Chile a ales să păstreze statutul de neutralitate, în condițiile în care țara avea legături comerciale foarte bune cu Germania. Până în cele din urmă, Chile și-a distanțat poziția de cea a Axei, oficialitățile chiliene concediind ofițerii progermani. Relațiile cu puterile Axei au fost rupte în 1943, iar, în 1945, Chile a declarat război Japoniei.

### China
Republica China se afla în război cu intermitențe din 1931 (incidentul Mukden), când Japonia a anexat Manchuria. Pe 7 iulie 1937, incidentul de la podul Marco Polo a declanșat un război în toată puterea cuvântului între cele două state. Guvernul naționalist chinez, implicat deja în lupta cu japonezii, trebuia să facă față și războiului civil dintre Kuomintang și comuniști. Cu toate acestea, la începutul anului 1942, Chiang Kai-shek a reușit să trimită trupe în ajutorul britanicilor care se luptau în Burma împotriva japonezilor. Japonezii au trimis în China peste 1,5 milioane de soldați pentru a-și asigura victoria.
Numeroase centre urbane, obiective industriale și regiuni de coastă au fost ocupate de Japonia pentru cea mai mare parte a timpului. China a suferit numeroase pierderi umane în timpul războiului, atât din rândurile militarilor cât și al civililor. Armata maționaliștilor chinezi a suferit pierderi de aproximativ 3,2 milioane de oameni, din rândul civililor pierind aproximativ 17 milioane de locuitori.  După război, China a devenit una dintre cele mai importante state victorioase și a căpătat una dintre locurile permanente în Consiliul de Securitate al Organizației Națiunilor Unite.
După încheierea războiului cu japonezii, a reizbucnit războiul civil chinez dintre naționaliști și comuniști. Guvernul naționalist, cu armata puternic redusă în conflictul mondial, controlând regiuni cu economia devastată de război, au fost înfrânți de comuniști în 1949. Republica China s-a retras în Taiwan, în timp ce pe continent a fost proclamată Republica Populară Chineză.

### Columbia
După atacul de la Harbor, Columbia a rupt legăturile diplomatice cu puterile Axei. Columbia a aprovizionat Aliații cu produse petroliere. În 1943, submarinul german  U 505 a scufundat o goeletă columbiană, ceea ce a determinat guvernul comumbian să declare "starea de beligeranță" cu Germania pe 26 noiembrie. Ambasadorul german a părăsit țara și au fost luate măsuri de securitate, precum internarea cetățenilor germani în zone bine precizate. Avioanele de recunoaștere aparținând companiei germano-columbiene Scadta, care fuseseră folosite la fotografierea din aer a orașelor germane și columbiene au fost predate Statelor Unite. În perioada imediat după încheierea războiului, Columbia a trimis produse Nestle (cafea, mâncare pentru copii, etc.) și cărbuni pentru încălzirea locuințelor în întreaga Europă. .

### Costa Rica
Costa Rica s-a alăturat Aliaților mai târziu în război. Administrația de stânga a președintelui Rafael Ángel Calderón Guardia era ostilă nazismului și a introdus o serie de măsuri pentru scăderea influenței în regiune. Costa Rica a declarat război Japoniei a doua zi după atacul de la Pearl Harbor, iar la scurtă vreme a declarat război și  Germaniei și Italiei. Guvernul din Costa Rica a permis americanilor să înființeze o bază aeriană pe Insula Cocos.

### Cuba
Cuba s-a alăturat Aliaților pe 8 decembrie 1941, când a declarat război Japoniei. Trei zile mai târziu, Cuba a declarat război și Germaniei și Italiei. Baza navală americană de la Guantanamo Bay a fost folosită la apărarea transporturilor maritime aliate în regiunea caraibeană. Pe 15 mai 1943, o navă militară cubaneză a  scufundat un submarin german în apele capitalei Havana. Cuba a început planificarea mobilizării rezerviștilor pentru a contribui cu trupe la război, dar armata nu a fost gata de luptă până la sfârșitul războiului.

### Cehoslovacia
Cehoslovacia a fost dezmembrată și ocupată de Germania Nazistă. Procesul dispariției statului cehoslovac a început cu Acordul de la München din 1938 , (semnat, fără ca măcar reprezentanții cehoslovaci să fie consultați, de Neville Chamberlain, Édouard Daladier, Benito Mussolini și Adolf Hitler), și a fost desăvârșită de Dictatul de la Viena. Regiunea cehă a țării a fost transformată în așa-numitul Protectorat al Boemiei și Moraviei, având un așa-zis președinte (Emil Hácha), iar proaspăt separata Republică Slovacă (avându-l în frunte pe Jozef Tiso) a devenit un stat-marionetă al naziștilor. O parte a sudului Slovaciei și întreaga Rutenie (extremitarea estică a fostului stat cehoslovac) au fost anexate de Ungaria. Din 1940, Aliații au recunoscut legitimitatea guvernului în exil de la Londra sub președinția lui Edvard Beneš. Insurecția națională slovacă declanșată în august 1944 a fost reprimată de forțele germane la sfârșitul lunii octombrie, dar partizanii au continuat să lupte împotriva ocupantului până la sfârșitul războiului. În aprilie 1945, Armata Roșie i-a înfrânt pe germani și guvernul Tiso a căzut. URSS a anexat Rutenia Carpatică.

### Coreea
Datorită faptului că Peninsula Coreea fusese ocupată de Japonia, guvernul provizoriu al Republicii Coreea în exil în China a fost recunoscut de Aliați după 1941 ca singurul reprezentant legal al poporului coreean. Guvernul provizoriu a declareat război împotriva Japoniei și Germaniei pe 9 decembrie 1941, iar mica Armata Coreeană de Eliberare a participat la luptele alături de Aliați la luptele din China și din Asia de sud-est. În 1945, armata coreeană a era pregătită să înceapă lupta de elibereare a țării în cooperare cu armatele americane,  dar, cu câteva zile mai înainte de plecarea la luptă, războiul s-a încheiat.

### Danemarca
Danemarca s-a declarat neutră la începutul războiului. Țara a fost ocupată de Germania pe 9 aprilie 1940, (ca parte a Operațiunii Weserübung), a capitulat după câteva ore de luptă și nu a declarat niciodată război Reichului. Guvernul danez a rămas în funcțiune la Copenhaga până în 1943 au semnat Pactul anticomintern. Pe 29 august 1943, guvernul și-a prezentat demisia suveranului ca răspuns la cererile germanilor pentru noi concesiuni. Țara a fost administrată în continuare de Ministerul German de Externe. Pe 10 mai 1940, britanicii au ocupat Islanda și Insulele Faroe. Statele Unite au ocupat Groenlanda. Islanda avea să-si proclame independența în 1944. Pe 4 mai 1945, forțele germane din Danemarca s-au predat armatei britanice. Dat fiind faptul că liderul forțelor germane din Bornholm a refuzat să se predea sovieticilor, două orășele din zonă au fost bombardate, iar garnizoanele naziste s-au predat. Bornholm a rămas sub controlul sovieticilor până în 1946.

### Republica Dominicană
Republica Dominicană a declarat război Germaniei și Japoniei după atacul de la Pearl Harbor. Totuși, Republica Dominicană nu a participat cu trupe, avioane sau vapoare.

### Elveția
Elveția a încercat să fie neutră în timpul războiului, dar amenințările germane și concentrările de trupe la granițele țării i-a făcut pe responsabilii militari elvețieni să se pregătească de război. După invadarea Poloniei pe 1 septembrie 1939, Elveția și-a mobilizat complet armata în numai trei zile. Deși naziștii făcuseră planuri pentru invadarea Elveției în 1940, (Operațiunea Tannenbaum, Hitler a renunțat la acțiune, considerând că atacul ar fi fost o risipă de timp și de resurse, fiind preferată organizării invadării Angliei. Spre deosebire de Belgia, Olanda și alte națiuni vest-europene care au fost învinse foarte ușor, Elveția avea o armată puternică, iar terenul preponderent muntos ar fi ușurat mult apărarea.
În ciuda statutului ei de țară neutră, Elveția nu a fost ferită de ostilități. Mai multe avioane germane au fost doborâte de avioanele de vânătoare elvețiene după ce violaseră spațiul aerian al țării. Mai multe sute de avioane din ambele tabere, care fuseseră nevoite să aterizeze în Elveția, au fost arestate pe aeropurturile țării iar echipajele au fost internate până la sfârșitul războiului. Mai multe orașe elvețiene au fost bombardate din greșeală de Aliați.
Deși guvernul elvețian avea o orientare antinazistă, trupele naționale nu au intervenit direct în conflictul european. Elveția este din acest motiv considerată ca fiind singura țară vest-europeană care a fost capabilă să mențină aparența neutralității de-a lungul întregului conflict. În perioada postbelică au apărut numeroase controverse și revendicări ale averilor aparținind victimelor Holocaustului și ale oficialilor naziști depozitate în băncile elvețiene.

### Ecuador
Ecuadorul este încă una dintre țările latino-americane care s-au alăturat mai târziu Aliaților în război. Ecuadorul a declarat război Germaniei pe 2 februarie 1945 și a permis SUA să folosescă baza navală de pe Insula Baltra.  
Another of the South American nations to join the Allies late in the war (joined against Germania on February 2 1945; let USA use Baltra Island for a naval., 

### Egipt
Egipt a devenit complet independent în 1936, dar trupele britanice au rămas să apere Canalul Suez, iar un tratat permitea englezilor să păstreze baze militare  provizorii pe teritoriul țării. Egipt a fost considerat atât de Aliați cât și de Axă ca un punct de importanță strategică, în primul rând datorită existenței Canalului Suez. De-a lungul războiului, guvernul egiptean a menținut statutul de neutralitate al țării, dar regele Farouk a fost favorabil permisiunii acordate britanicilor să folosească teritoriul țării ca bază de operațiuni și a plasat marina egipteană sub controlul britanic. La începutul războiului, Italia viza cucerirea Egiptului, dar, după înfrângera din fața trupelor britanice conduse de Archibald Percival Wavell, au fost nevoiți să accepte ajutorul trupelor germane conduse de generalul Erwin Rommel.
Succesele lui Rommel în deșerturile Libiei și în Egiptul occidental, care au adus trupele Axei la 160 km depărtare de Cairo, le-a provocat Aliaților o mare spaimă. Ofițeri revoluționari egipteni, (grupul care avea să ajungă la putere în 1952, în frunte cu Abdel Nasser) au complotat să sprijine atacul german, ei considerând că numai așa se putea elibera Egiptul de ocupația colonială britanică.

### El Salvador
Din 1931 până în 1944, El Salvador a fost condus de Maximiliano Hernandez Martinez, un admirator declarat al lui Hitler și Mussolini. Cu toate aceste, El Salvadorul a declarat război atât Japoniei (8 decembrie 1941) cât și Germaniei, (12 decembrie), la scurtă vreme după atacul de la Pearl Harbor, motivele fiind în principal economice. Economia El Salvador depindea în mare măsură de Statele Unite. Martinez a îndepărtat germanii din conducerea țării și a internat japonezii, italienii și germanii din țară. Dictatura lui Martinez a fost răsturnată de freva generală a salvadorienilor, șeful statului fugind în 1944 în Guatemala. 

### Estonia
Pactul Molotov-Ribbentrop semnat de Germania și Uniunea Sovietică a lăsat Estonia în sfera sovietică de interes. Uniunea Sovietică a amenințat Estonia cu războiul, dacă ultima nu era de acord cu semnarea unui pact de asistență mutuală,  care ar fi permis URSS-ului să construiască baze militare în Estonia. Guvernul eston, convins că nu se pot apăra de agresiunea sovietică, a fost de acord cu semnarea acestui pact pe 28 septembrie 1939.
Comuniștii estoni au organizat o lovitură de stat cu ajutorul Armatei Roșii în iunie 1940, iar cu ocazia alegerilor organizate în țară în același an, stânga prosovietică a câștigat o victorie care i-a perimis formarea noulu guvern și proclamarea Republicii Socialiste Estone pe 2 iulie 1940. Estonia socialistă a fost admisă în mod oficial în cadrul URSS-ului ca republică sovietică cu numele de "RSS Estonă". Estonia a fost ocupată de Germania în 1941 după izbucnirea războiului dintre naziști și sovietici. Controlul sovietic asupra Estoniei a fost restabilit în 1944. Pentru o scurtă perioadă de timp în septembrie 1944, în condițiile în care trupele germane părăseau țara, iar trupele sovietice nu sosiseră încă, s-a încercat la Tallinn proclamarea independenței. Estonia și-a recâștigat independența în 1991.

### Etiopia
În momentul declanșării celui de-al doilea război mondial, împăratul  Haile Selassie trăia în exil în Anglia, încercând fără succes să obțină sprijinul Aliaților pentru cauza țării sale. Mișcarea Patriotică Etiopiană  a declanșat războiul de guerilă imediat după căderea orașului Addis Ababa în mai 1936.
După ce împăratul a plecat în exil, resturile armatei etiopiene s-au transformat în mici unități de guerilă, care au dus un război clandestin devastator pentru ocupanți. La lupta armată clandestină au participat numeroși civili, întreaga populați opunând o rezistență pasivă, prin care s-a încercat sabotarea programului economic al lui Mussolini. Ca urmare, italienii nu au reușit să aibă controlul total asupra țării. Până în momentul declanșării celui de-al doilea război mondial și după aceea, continua hărțuire a liniilor de transport și comunicații italiene din regiune a redus nu numai puterea de luptă a ocupantului, dar le-a distrus moralul. Represaliile fasciștilor italieni au fost dure și a țintit de multe ori comunitățile de civili fără apărare.
Intrarea Angliei în luptă împotriva Italiei a dat un nou imbold mișcării patriotice etiopiene, care a reușit într-un final alungarea italieniilor din Etiopia și Cornul Africii. Campania de elibereare a Etiopiei a început în iarna anului 1940. Împăratul Haile Selassie, care se bucura acum de sprijinul total și de cooperarea britanică, a fost transportat în Sudan, unde a preluat conducerea diviziilor etiopiene.
Campania din Africa de Est a fost declanșată cu participarea unei forțe multiafricane, compuse din etiopieni, eritreeni, sudanezi, kenyeni, rodesieni, sud-africani, indieni, nigerieni, ghanezi, englezi și francezi. Etipia a fost eliberată pe 5 mai 1941, la cinci ani după ce împăratul a fost forțat să fugă din țară. Elibererea Etiopiei a reprezentat prima victorie a Aliaților în al doilea război mondial și a permis forțelor lor să se deplaseze în Egipt pentru a opri înaintarea Axei spre Cairo. Victoria rapidă și relativ ușoară a fost rezultatul rezistenței armate neînduplecate și neîntreruptă a patrioților etiopieni în anii de după ocuparea țării.

### Fiji
Fiji era colonie britanică în timpul celui de-al doilea război mondial. Forța defensivă din Fiji a luptat alături de Armata Noii Zeelande sub comanda unificată din Pacific a Aliaților.

### Filipine
În 1941, Commonwealthul Filipinelor era un teritoriu semiindipendent al SUA. Armata filipineză se afla sub comanda generalului american Douglas MacArthur. Filipinele a fost printre primele țări invadate de japonezi. Forțele filipeneze și americane au dus o luptă îndârjită de rezistență. (Vedeți și: Campania din Filipine, 1941-1942).
MacArthur s-a retras cu cartiereul său general în Australia, unde a făcut celebra sa declarație: "Am plecat din Bataan și mă voi întoarce". Forțele aliate din Filipine au capitulat în mod oficial la Corregidor, pe 8 mai 1942. În ciuda acestei capitulări oficiale, mișcarea de rezistență din Flipine nu a începtat niciun moment. Elemente ale armatei filipineze au continuat lupta și au reușit să elibereze majoritatea provinciilor țării. Alte grupuri, precum Hukbalahap, s-au alăturat luptei antijaponeze. Președintele Manuel L. Quezon a fost recunoscut ca președinte al Filipinelor fără întrerupere, până la decesul său din 1944. Forțele aliate de sub comanda lui MacArthur s-au reîntors în octombrie 1944, debarcând la Leyte.

### Finlanda
Finlanda a fost lăsată în sfera de interes sovietică în pactul Molotov-Ribbentrop, iar atunci când i-a refuzat Uniunii Sovietice dreptul să construiască baze militare pe teritoriul său, a fost atacată de mai marele său vecin, declanșându-se astfel războiul de iarnă (30 noiembrie 1939 - 13 martie 1940). După război, Finlanda a căutat să capete ajutor din partea Suediei sau Angliei, dar a fost împiedicată de amenințările URSS-ului și manevrele politico-militare ale Germaniei. Finlanda a dezvoltat relații mai bune cu Germania Nazistă pentru a contracara presiunile sovietice. Cooperarea dintre cele două state a condus la declanșarea de către Uniunea Sovietică a unui atac aerian preventiv împotriva Finlandei imediat după declanșarea Operațiunii Barbarossa. Se declanșa astfel războiul în continuare, (25 iunie 1941 - 4 septembrie 1944). Regatul Unit a declarat război Finlandei pe 6 decembrie 1941, dar Statele Unite nu le-au urmat niciodată exemplul. Pentru a asigura sprijinul militar necesar opririi ofensivei sovietice, a fost semnat înțelegerea Ryti-Ribbentrop pe 26 iunie 1944, prin care Finlanda și Germania deveneau aliați activi. După oprirea ofensivei sovietice, Finlanda și URSS au semnat un armistițiu, în acest timp Wehrmachtul fiind în retragere din statele baltice. Armistițiul cerea Finlandei să scoată din țară tote trupele germane, ceea ce a dus la izbucnirea războiul din Laponia, (15 septembrie 1944 - 25 aprilie 1945). Finlanda a semnat tratatul care a pus în mod oficial stării de război cu Anglia și Uniunea Sovietică la Paris în 1947.

### Franța

#### Franța 1939-1940
Franța a fost unul dintre garanții originali ai securității Poloniei, fiind astfel unul dintre primele state care au declarat război Germaniei. În 1940, după bătălia Franței, guvernul francez capitulat, ceea ce a dus la apariția regimului de la Vichy și a Forțelor Franței Libere din exil.

#### Franța Liberă
Forțele Franței Libere, sau Comitetul Național Francez, un grup cu baza la Londra, condus de Charles de Gaulle, a fost înființat în 1940 pentru a menține alianța cu Anglia și pentru a lupta Franța ocupată de Germania. Forțele Franței Libere împreună cu Rezistența franceză au jucat un rol de primă mărime în luptele pe teatrul de război mediteranian și pe frontutul de vest, participând cu succes la eliberarea Europei Occidentale și a Franței înseși în 1944.

#### Franța - regimul de la Vichy
După ce Franța a fost invadată de forțele naziste, țara a fost împărțită în două regiuni: un "sector ocupat" și un "sector suveran". Guvernul și-a mutat sediul la Vichy, ceea ce i-a și dat numele regimului. Regimul de la Vichy a fost condus de mareșalul  Pétain. Franța - regimul de la Vichy  este considerat în general un stat membru al Axei, deși oficial a păstrat un statut de neutralitate în timpul conflictului. Prim-ministrul Pierre Laval a încercat de mai multe ori să implice Franța în război de partea Axei, dar a fost împiedicat în acțiunile sale de Petain. În mai multe ocazii, forțele regimului de la Vichy au fost atacate de cele ale Aliaților în timpul războiului. Cele mai importante incidente Aliați-Vichy au fost în timpul invadării Siriei din 1941, în timpul debarcării în Africa de Nord Franceză din noiembrie 1942 și în campania din Madagascar din 1943. În toaman anului 1942, germanii au ocupat întreaga zonă continentală franceză, dar au permis guvernului de la Vichy să continue să funcționeze. După război, Laval a fost judecat pentru trădare și executat.

### Germania
Germania Nazistă a fost cea mai importantă dintre puteriele Axei pe teatrul de război european. Capitularea forțelor germane (4 – 8 mai 1945) a pus capăt războiului în Europa. După război, Germania a fost împărțită în patru zone de ocupație – sectorul occidental americano-britanico-francez – și cel răsăritean – sovietic. În timp ce sectorul occidental a format Republica Federală Germania, în cel răsăritean avea să fie proclamată Republica Democrată Germană. Odată cu prăbușirea comunismului în Europa, a avut loc și reunificarea Germaniei. În zilele noastre, Germania este una dintre cele mai puternic dezvoltate state din lume.

### Georgia
Cucerirea câmpurilor petroliere din Caucaz a fost unul dintre obiectivele majore ale invaziei germane în URSS. Armatele Axei nu au atins niciodată teritoriiul Georgiei Sovietice. Georgia a contribuit cu aproape 700.000 de soldați la efortul de război sovietic, cam jumătate dintre aceștia fiind uciși (79.500 după estimările lui Krivoșeev). Georgia a fost unul dintre principalii furnizori sovietici de textile și muniție în timpul războiului.
Unii dintre soldații georgieni sovietici prizonieri la germani au ales să lupte alături de forțele Axei. Ei au fost încadrați în următoarele unități:
- Georgische Legion (care includea și reprezentanții altor etnii din Caucaz)
- Freiwilligen-Stamm-Regiment 1
- SS-Waffengruppe Georgien
- I.Sonderverband Bergmann Battalion

Un batalion georgian staționat în Olanda a declanșat o luptă care este considerată ultima bătălie a celui de-al doilea război mondial, așa numita răscoala georgiană de pe insula Texel.

### Grecia
Grecia a obținut o primă victorie împotriva forțelor Axei invingând încercarea italiană de invazie. Hitler a fost obligat să-și trimită forțele în Grecia și, prin aceasta să-și amâne invazia în Uniunea Sovietică cu șase săptămâni. Germanii a trebuit să înfrângă rezistența dârză a elenilor atât în Grecia continentală, cât și în insule, numai în Creta pierzând 7.000 de parașutiști. Pierderile grele suferite în timpul cuceririi Insulei Creta a eliminat opțiunea unei masive operațiuni aeropurtate de invadare a Uniunii Sovietice și a salvat alte insule din Marea Mediterană – Malta, Cipru – dar și Gibraltarul și Canalul Suez.

### Guatemala
Guatemala a avut la începutul războiului statutul de stat neutru, președintele Jorge Ubico nedorind implicarea țării în conflagrația mondială. Declarația de neutralitate de pe 4 septembrie 1941 a fost întărită de o nouă declarație de neutralitate pe 9 septembrie. Ubico a impus reguli stricte împotriva propagandei naziste în Guatemala, țară în care se afla una dintre cele mai importante comunități de emigranți germani. Ceva mai târziu, Guatemala s-a alăturat Aliaților, pe 9 decembrie 1941 declarând război Japoniei și trei zile mai târziu Germaniei și Italiei.

### Haiti
Haiti a rămas neutră până la bombardarea bazei navale de la Pearl Harbor. La o zi după atac, Haiti a declareat război Japoniei și, câteva zile mai târziu, Germaniei și Italiei. Haiti a fost un furnizor important de alimente pentru Aliați și a găzduit un detașament american al Pazei de Coastă pe teritoriul său, dar nu a participat cu trupe la război. În timpul războiului, președintele Élie Lescot a introdus o seri de măsuri de urgență nepopulare, criticii considerându-le doar manevre prin care președintele încereca să-și întărească poziția.

### Honduras
Honduras a fost la începutul conflagrației neutră, dar s-a alăturat Aliaților după atacul de la Pearl Harbor. A declarat război Japoniei pe 8 decembrie 1941, iar pe 13 decembrie și Germaniei și Italiei. A contribuit la efortul de război al aliaților cu alimente și materii prime, dar nu a trimis trupe.

### Hong Kong
Hong Kong se afla sub jurisdicția britanicilor, dar a ajuns sub controlul japonez după bătălia de la Hong Kong. Orașul a fost eliberat în 1945.

### Imperiul Indian
Imperiul Indian (care cuprindea regiuni care sunt acum parte a Republicii India, Pakistanului și Bangladeshului) se afla sub controlul politic britanic și a intrat în război odată cu declarația de război a Londrei.
Pe 12 septembrie 1939, Camera Superioară a Legislativului Central al Indiei a transmis un mesaj formal de admirație Poloniei. În aceeași zi, Aga Khan și-a pus serviciile la dispoziția Guvernului Indiei.
Divizia a 5-a de infanterie a luptat în Sudan împotriva italienilor, după care a fost transferată în Libia pentru a o apăra împotriva germanilor. Mai târziu, divizia a fost reamplasată în Irak, unde a asigurat paza câmpurilor petroliere. Împreună cu alte opt divizii indiene, Divizia a 5-a a fost mutată pe frontul din Burma și mai târziu în Malaezia. În cele din urmă a fost mutată în Java unde a participat la dezarmarea garnizoanei japoneze.
Divizia a 4-a de infanterie a luptat în Africa de nord, Siria, Palestina și Cipru mai înainte de a fi trimisă în Italia. Împreună cu Diviziile a 8-a și a 10-a a participat la luptele de la Monte Cassino, după care a fost mutată în Grecia.
India a asigurat Aliaților baze sigure pentru antrenament și a aprovizionat forțele Commonwealthului cu mari cantități de alimente și materii prime.
Peste 2,5 milioane de cetățeni ai Imperiului Indian au luptat în cadrul armatei, forțelor aeriene și marinei indo-britanice, formând cea mai mare armată de voluntari. O parte a Imperiului a fost ocupată de forțele japoneze în timpul războiului. India a pierdut cam 1,5 milioane de civili și peste 36.000 de militari, iar peste 64.354 de soldați au fost răniți. Soldații indieni au primit peste 4.000 de ordine și medalii, inclusiv 31 Cruci Victoria.
În jur de 40.000 de indieni au luptat de partea japonezilor în Armata Națională Indiană, iar aproximativ 4.000 de indieni au fost recrutați de Germania Nazistă în Legiunea Tigru.

#### Inslulele Andaman și Nicobar
Pe 23 martie 1942, forțele japoneze au invadat Insulele Andaman și Nicobar. În decembrie 1943 s-a format Mișcarea India Liberă (Guvernul Provizoriu al Indiei Libere), susținută de japonezi. Insulele Andaman au fost redenumite Shaheed, iar insulele Nicobar au fost redenumite Sawaraj. Insulele Andaman și Nicobar au fost aliații Japoniei în această perioadă. Britanicii au reocupat insulele pe 6 octombrie 1945.

#### Insulele Canalului
Aceste insule erau teritorii autonome sub controlul britanic, în dreptul coastelor Franței. Deși din punct de vedere legal Insulele Canalului nu erau parte a Regatului Unit, ele sunt considerate singurele teritorii britanice ocupate de germani.
Insulele Canalului au fost ocupate de forțele germane după capitularea Franței și după ce forțele britanice au evacuat zona. Insulele au jucat un rol minor în desfășurarea răzoiului. Aici a fost organizată o apărare germană puternică, dar insulele nu au fost atacate decât de mici comandouri. Garnizoana germană s-a predat la sfârșitul războiului.
Cea mai mare parte a populației de origine evreiască de pe insulă a reușit să se refugieze în Anglia, totuși cei câțiva evrei care au rămas pe insulă au fost deportați în lagărul de concentrare de la Auschwitz.

### Indonezia
Vedeți: Indiile Orientale Olandeze.

### Iran
La începutul războiului, Aliații au cerut ca Iranul să alunge toți germanii care se aflau în acel moment în țară. Englezii se temeau de acțiunile de sabotaj ale spionilor naziști care ar fi putut distruge câmpurile pertoliere deținute de britanici, dar  Reza Shah Pahlavi a refuzat să întreprindă o asemenea măsură.
Cererile germane de petrol erau din ce în ce mai mari, iar Aliații s-au temut ca naziștii să caute ajutor în Iranul neutru. Cum Aliații aveau mari îndoieli cu privire la neutralitatea Iranului, ei au dat un ultimatum lui Reza Shah, căruia îi cereau să alunge toți lucrătorii germani. Cum Reza Shah a refuzat din nou, trupelel britanice și sovietice au invadat Iranul și, în septembrie 1941 l-au forțat pe Reza Shah Pahlavi să abdice. El a fost înlocuit cu fiul său, Mohammad Reza Shah Pahlavi, care era dispus să lupte cu Puterile Axei. Odată intrat în război, Iranul și-a câștigat supranumele Podul victoriei datorită poziției geografice. Această poziție geografică era extrem de importantă pentru Aliați. Iranul asigura o rută maritimă de aprovizionare a Uniunii Sovietice prin portul Bandar Abbas și în continuare prin calea ferată special construită. Rutele de aprovizionare au devenit cunoscute cu numele colectiv Coridorul persan. Activiști comuniști sovietici s-au infiltrat în Iran și au ajutat la înființarea filialei locale a Cominternului la începutul anului 1942 – Partidul Tudeh.
În ianuarie 1942, britanicii și sovieticii au căzut de acord să-și retragă trupele de ocupație din Iran la șase luni de la terminarea războiului.
Uniunea Sovietică a instigat la revolte printre azerii și kurzii din Iran și au format Republica Populară Azerbaidjană și Republica Populară Kurdă (decembrie 1945), amândouă conduse de lideri credincioși Moscovei. Până la urmă, trupele sovietice au rămas în Iran și după ianuarie 1946, data la care expira termenul la care trupele străine trebuia să părăsească țara după încheierea războiului.

### Irak
Irakul era important pentru britanici datorită poziției pe care o ocupa pe drumul spre India cât și datorită marilor rezerve de petrol. După alungarea turcilor otomani la sfârșitul primului război mondial, drumul strategic spre India și zăcămintele de petrol au fost apărate de baza Royal Air Force de la Habbaniya și cu sprijinul guvernelor prietene.
Datorită slăbiciunii Regatului Unit de la începutul războiului mondial, Irakul a încercat să se îndepărteze de alianța cu britanicii. Când Înaltul Comandament Britanic a cerut să trimită forțe în Irak, primul ministru al țării, Nuri-es Said, a permis unei mici unități engleze să debarce. Ca urmare, el a fost nevoit să demisioneze după ce a avut loc o lovitură de stat pro-germană a unor complotiști conduși de Rashid Ali (aprilie 1941). Cererile ulterioare ale britanicilor de noi trimiteri de trupe au fost respinse de noua conducere. Această nouă conducere a început în secret negocieri cu Puterile Axei. Germanii au răspuns rapid cererilor de la Bagdad și au trimis ajutor militar înzonă prin  Siria. Ca urmare, trupele indiene au invadat Irakul în aprilie și au ajuns la Bagdad și baza RAF de la Habbaniyah în mai. Armata irakiană a atacat baza Habbaniyah, dar a fost rapid înfrântă, iar Rashid Ali a fost nevoit să fugă din țară. Britanicii i-au forțat pe irakieni să declare război Axei în 1942. Forțele britanice au rămas în Irak pentru a proteja zăcămintele de petrol.
Operațiunile anglo-indiene trebuie văzute în conjuctura mai largă a evenimentelor din regiunea care cuprindea și Siria și Persia (Iranul).

### Irlanda
Insula era divizată din punct de vedere politic între Éire (cum se numea Republica Irlanda în acea vreme) și Irlanda de Nord.

#### Éire
În momentul izbucnirii războiului, Éire mai era încă membră a Commonwealthului Britanic, dar a ales să rămână neutră, singurul stat membru care a făcut așa ceva.
Cetățenii irlandezi au fost lăsați liberi să se angajeze în Anglia sau să intre în armata britanică. În total, 38.554 de cetățeni irlandezi s-au alăturat armatei britanice. Éire a acoperit nevoia disperată de forță de muncă și alimente și a relaxat restricțiile cu privire la zborul avioanelor militare engleze în spațiul aerian irlandez. Hidroavionul Catalina care a localizat cuirasatul Bismarck își avea vaza la Lough Erne în Comitatul Fermanagh. Spațiul aerian irlandez avea să fie traversat de avioanele de transport transatlantic. Personalul beligerant, atât aliat cât și al Axei, a fost închis de guvernul irlandez, deși oficialitățile irlandeze închidea ochii la „evadările” soldaților aliați. Aliații au primit de la irlandezi rapoarte meteorologice sau cu privire la traficul aerian și naval. Guvernul irlandez a încălcat protocoalele diplomatice confiscând un aparat de emisie radio a legației germane.
Atâta vreme cât britanicii nu aveau acces la bazele aeriene și navale care le-ar fi permis să-și protejeze convoaiele de nave de transport de pe ruta occidentală, în Irlanda se manifesta un consens politic conform căruia netralitatea era cea mai înțeleaptă atitudine. Guvernul irlandez era conștient că posibilitățile țării de apărare a insulei de atacurile aeriene sau terestre erau foarte limitate (capitala Belfast era total lipsită de sisteme de apărare antiaeriană), iar alierea fățișă cu guvernul de la Londra ar fi expus țara unor pericole uriașe. Războiul a afectat totuși insula. Dublinul și alte regiuni au fost bombardate de Luftwaffe. Transporturile maritime irlandeze au fost o țintă a atacurilor neîntrerupte atât ale Aliaților cât și a Axei. O altă încălcare a neutalității Irlandei a reprezentat-o minarea apelor ei teritoriale, transporturile navale neautorizate și încălcarea neautralității de către submarine. Împotriva încălcării neutralității Irlandei, guvernul de la Dublin a protestat cu putere. Belfastul a fost de asemenea bombardat, iar ajutorul dat la stingerea incendiilor de către brigada de pompieri din Dublin a fost socotit un act de solidaritate demn de toată lauda. Éire a suferit datorită limitării aprovizionării cu anumite resurse strategice precum cărbunele dar și de impunerea stării de urgență. 
Pentru stoparea activităților IRA au fost luate măsuri hotărâte precum internarea activiștilor organizației și trimiterea unora dintre ei în fața tribunalelor militare. Abwehrul a menținut contacte secrete cu IRA, ceea ce a dus la temeri cu privire o posibilă insurecție populară. Aceste contacte au atins un maxim adată cu aparției planului IRA de invazie în Irlanda de Nord, (așa-numitul plan Kathleen). Natura și amploarea acestor contacte au continuat să fie o sursă de acuzații publice până în zilele noastre. Britanicii au conceput un plan pentru ocuparea militară a întregii Irlande – așa-numitul Plan W – ca răspuns la planurile germane de invazie – Operațiunea Verde.
În 1945, Taoiseach (prim-ministrul) Republicii Irlanda, Eamon de Valera, a făcut o vizită ambasadorului german în Dublin pentru a-și exprima simpatia cu privire al moartea Führerului Adolf Hitler. Această acțiune a fost considerată potrivită datorită statutului de neutralitate strictă a țării.

#### Irlanda de Nord
Ca parte a Regatului Unit, Irlanda de Nord a participat la capacitate maximă la conflict. Irlanda de Nord a participat la efortul de război al regatului cu oameni (cam 37.000 de nord-irlandezi s-au oferit voluntari pentru armata britancă), cu alimente, producție industrială. În ciuda solicitărilor Parlamentului Irlandei de Nord, guvernul central nu a declarat înrolarea în masă în regiune. Guvernul se temea de repetarea protestelor de masă din 1941. Date fiind temerile 
privind invadarea Irlandei de Nord prin Planul Kathleen, sau privind invazia Irlandei în urma Planului Green, guvernele irlandez și britanic au colaborat la elaborarea unui plan comun de respingere a unei invazii germane, sub titulatura Planul W.

### Islanda
Islanda a fost la declanșarea războiului un stat liber, aflat în uniune personală cu regele Danemarcei, care era șeful nominal al statului. După invazia germană în Danemarca, Islanda a pierdut toate contactele cu regele. Pe 17 iunie 1944, Islanda a devenit o republică independentă și a rupt toate legăturile cu Danemarca. Deși forțele Aliaților au invadat țara în 1940, Islanda a rămas neutră tot timpul războiului.

### Italia
Italia făcuse deja două cuceriri (Etiopia și Albania) mai înainte de a se implica în al doilea război mondial. În ciuda Pactului de oțel semnat cu Germania Nazistă, Italia nu s-a alăturat aliatului ei până în iunie 1940, când a dorit să obțină un cât mai vast teritoriu din Franța. Efortul de război al Italiei a fost modest, trupele sale fiind înfrânte în Grecia, Africa de Nord și în Mediterana. Italia a fost invadată de Aliați în 1943, iar guvernul lui Mussolini s-a dezintegrat. Noul guvern regalist al mareșalului Pietro Badoglio a semnat un armistițiu cu Aliații, dar cea mai mare parte a țării a fost rapid ocupată de germani, care l-au pus în fruntea unui guvern-marionetă pe Mussolini, care controla Italia de nord, așa numita Republica Socială Italiană sau Republica de la Salò. Armata germană s-a predat germanilor fără luptă. Guvernul regal a continuat să controleze sudul și a devenit guvernul întregii Italii cu puțin înainte de sfârșitul războiului, în primăvara anului 1943. italia avea să devină membră a NATO după război, dar a pierdut regiunile Istria și Dalmația în favoarea Iugoslaviei.

### Iugoslavia
La ora 05:15 a dimineței zilei de 6 aprilie 1941, trupele  germane, italiene, ungare, și bulgare au atacat Iugoslavia. Luftwaffe a bombardat Belgradul și alte orașe importante ale țării. Pe 17 aprilie, reprezentanți ai diferitelor regiuni iugoslave au semnat armistițiul cu Wehrmachtul. Au fost luați peste 300.000 de prizonieri soldați și ofițeri.
Puterile Axei au ocupat Iugoslavia și au creat o serie de state marionetă. Germanii au ocupat Bosnia și Herțegovina și unele regiuni ale Serbiei și Sloveniei. Alte regiuni ale Iugoslaviei au fost ocupate de Bulgaria, Ungaria și Italia. A fost creat Statul Independent al Croației sub conducerea lui Ante Pavelić, a cărui putere se sprijinea pe milițiile fasciste catolice cunoscute ca Ustaše.  Croatia era un stat-marionetă a germanilor și italienilor. Regimul sârb al generalului Milan Nedici (Serbia lui Nedici) era de asemenea un stat-marionetă al germanilor. Statul Independent al Muntenegrului a fost fondat de Sekule Drljević și era un stat marionetă al Italiei între 1941-1943 și mai apoi al Germaniei între 1943 - 1944.
Iugoslavii care se opuneau nazismului s-au organizat în mișcări subterane de reziastență. Cei care rămăseseră credincioși fostului Regat la Iugoslaviei s-au alăturat cetnicilor, o mișcare de guerilă naționalist-regalistă sârbă, condusă de colonelul Draja Mihajlovici. Cetnicii au luptat împotriva germanilor până în 1942, când s-au aliat cu ocuapantul. Iugoslavii care aveau simpatii puternice de stânga sau erau antimonarhiști s-au alăturat mișcării de partizani (Armata de Eliberare Națională a Iugoslaviei) organizați de Partidul Comunist din Iugoslavia, conduși de Josip Broz Tito.
Armata de Eliberare Națională a Iugoslaviei s-a transformat rapid în cea mai amplă armată de rezistență din Europa Centrală și Occidentală. Cetnicii au executat la început o serie de incursiuni antigermane și au primit un sprijin substanțial din partea guvernului regal sârb cât și din partea Aliaților, dar au încetat să mai efectueze atacuri de amploare datorită politicii germanilor de executare de represalii împotriva populației civile sârbă. Astfel, pentru fiecare soldat ucis, germanii executau 100 de ostatici civili, iar, pentru un soldat rănit, executau 50 de sârbi. După încetarea acțiunilor de luptă ale cetnicilor, Aliații și-au direcționat sprijinul către partizanii comuniști.
Armata de Eliberare Națională a Iugoslaviei a dus un război dur de guerilă, ceea ce a avut ca unul dintre rezultate pierderea a numeroase vieți de civili nevinovați în toate regiunile Iugoslaviei. Pierderile de populație au fost estimate de Vladimir Jerjavici și Bogoljub Kociovici la peste un milion de oameni, o estimare acceptată de ONU, în vreme ce autoritățile iugoslave au pretins că țara a pierdut aproximativ 1.700.000 de cetățeni. Cele mai grele pierderi s-au înregistrat printre sârbii din Bosnia și Croația, dar și printre evrei și țigani și membrii altor etnii care au refuzat colaborarea cu ocupantul.
În timpul războiului, partizanii comuniști au asigurat guvernarea de facto a teritoriilor eliberate. În toamna anului 1941, partizanii au înființat Republica de Ujice în teritoriul eliberat prin luptă în vestul Serbiei. În noiembrie 1941, trupele germane au reușit să recaptureze acest teritoriu, iar majoritatea partizanilor a reușit să scape în Bosnia.
Pe 25 noiembrie 1942 a fost convocat la Bihać Consiliul Antifascist pentru Eliberarea Națională a Iugoslaviei. Consiliul s-a întâlnit 29 noiembrie în Jajce și a stabilit bazele pentru organizarea postbelică a țării, care urma să fie o federație. Această ultimă dată avea să fie sărbătorită ca Ziua Republicii după încheierea războiului.
Partizanii comuniști au reușit să elibereze Serbia în 1944 și restul Iugoslaviei în 1945. Armata Roșie a ajutat la eliberarea Belgradului și alte regiuni iugoslave, dar nu a staționat pe teritoriul național iugoslav după încheierea războiului așa cum s-a întâmplat în celelalte state eliberate de sovietici. În mai 1945, Armata de Eliberare Națională a Iugoslaviei a făcut joncțiunea cu forțele din afara granițelor fostului regat iugoslav, după ocuparea orașului Trieste și a unor regiuni ale provinciilor sudice austriece Stiria și Carintia. Aceste teritorii erau populate predominant de sloveni și croați (Istria). Partizanii s-au retras până în cele din urmă din Trieste.
Încercările occidentalilor de a reuni partizanii, (care nu recunoșteau autoritatea fostului guvern regal), și emigrația loială regelui, a dus la semnarea în iunie 1944  a Acordului de la Vis dintre Tito și Ivan Šubašić. În Iugoslavia, Tito era considerat un erou național de către cetățenii de rând și acest statut l-a ajutat în cucerirea puterii în noul stat independent comunist.

### Japonia
Japonia a fost una dintre cele mai importante puteri ale Axei, manifestându-se în teatrul de lupte al Pacificului. Există cercetători care consideră că al doilea război mondial a început odată cu invazia japoneză în China. Războiul s-a încheiat cu capitularea necondiționată a Japoniei după bombardamentele nucleare de la Hiroșima și Nagasaki. Japonia, la fel ca și Germania, s-a refăcut rapid după război, transformându-se într-una din cele mai puternic dezvoltate țări ale lumii.

### Laos
Când japonezii au invadat Indochina Franceză, ei au oferit practic toate teritoriile Protectoratului Francez al Laosului la vest de fluviul Mekong aliatului lor, Tailanda. După recucerirea teritoriilor Indochinei de către francezi, regiunile laoțiene intrate în componența Tailandei nu au fost niciodată revendicate.

### Letonia
După semnarea Pactului Molotov-Ribbentrop, Letonia a fost obligată să accepte trupe sovietice pe teritoriul ei. Pe 16 iunie 1940, temându-se de o invazie germană, Uniunea Sovietică a prezentat un ultimatum prin care cerea înlocuirea guvernului și acordarea permisiunii unui număr nelimitat de soldați sovietici să fie plasați pe teritoriul Letoniei. În condițiile în care Armata Roșie traversase deja frontiera comună cu o zi în urmă, avea trupe numeroase masate în apropierea frontierei și dispunea de baze militare în vestul țării, guvernul de la Riga a cedat pretențiilor Moscovei și trupele sovietice au ocupat Letonia pe 17 iulie. Pe 5 august 1940, după ce în țară au fost organizate alegeri parlamentare ale cărui rezultate au fost măsluite, Letonia a fost anexată de URSS.
După izbucnirea războiului germano-sovietic, teritoriul leton a fost ocupat de Germania Nazistă în 1941, iar în 1944 a fost recucerit de Armata Roșie. Amândouă forțele ocupante au recrutat voluntari pentru armatele lor din rândul populației civile. Peste 110.000 de letoni Letonii au luptat în două divizii Waffen SS. Poliția auxiliară letonă a fost implicată în Holocaust  și au comis atrocități împotriva populației civile. Unități letone formate în cadrul Armatei Roșii au participat la apărarea Moscovei și au avut pierderi grele. În conformitate cu aprecierile lui Krivoșeev, între 1941-1945, 11.600 letoni au căzut la datorie din rândurile Armatei Roșii.

### Liban
Libanul se afla sub controlul Franței, iar, după capitulare, sub controlul regimului de la Vichy. Libanul a fost trecut de sub autoritatea regimului de la Vichy sub cea a Aliaților în timpul campaniei din Siria și Liban. De Gaulle a proclamat Libanul independent pe 22 noiembrie 1943.

### Liberia
Liberia a oferit acces liber pe teritoriul său trupelor aliate în timpul războiului. Teritoriul Liberiei a fost un coridor de tranzit pentru trupele și materialele de aprovizionare pentru Africa de nord, în special a celor care veneau din Parnamirim (lângă Natal), Brazilia. Mai mult decât atât, Liberia a fost o importantă sursă de cauciuc natural, în condițiile în care plantațiile din sud-estul Asiei fuseseră cucerite de japonezi. Rolul jucat în aprovizionarea frontului și a industriei aliaților a dus la îmbunătățirea infrastructurii transportului și la modernizarea economiei. Importanța strategică a Liberiei a fost subliniată atunci când, după încheierea Conferinței de la  Casablanca, președintele american Franklin D. Roosevelt a făcut o vizită omologului său liberian, Edwin Barclay.
În ciuda insistențelor Aliaților, Liberia a șovăit să renunțe la statutul ei de neutralitate și să declare război Germaniei. O declarație de război a fost totuși emisă pe 27 ianuarie 1944.

### Liechtenstein
Imediat după încheierea primului război mondial, Liechtenstein a semant un acord vamal și monetar cu vecina Elveția. În 1919, aceste legături dintre cele două națiuni au fost întărite în momentul în care Liechtensteinul a însărcinat Elveția să o reprezinte în relațiile externe. La izbucnirea războiului, prințul Franz Josef al II-lea, care se urcase pe tron cu doar câteva luni mai devreme, a promis să nu implice principatul în război și s-a bazat pe bunele relații cu Elveția pentru a duce la bun sfârșit o asemenea sarcină complicată.
Au existat încercări de manevrare a guvernului. După o încervare de lovitură de stat din martie 1939, Mișcarea Națională Germană din Liechtenstein (naziștii locali) a avut o oarecare activitate politică. Organizația, ca și simpatizanții naziști au dispărut pur și simplu după izbucnirea războiului.
Există mai multe teorii cu privire la relația dintre papalitate, Papa Pius al XII-lea și Germania Nazistă, care include Liechtensteinul. O astfel de teorie susține că Germania a făcut planuri pentru ocuparea Vaticanului și numirea unui „papă-marionetă” în Lihtensteinul neutru.

### Lituania
Ca rezultat al semanării  Pactului Molotov-Ribbentrop, Lituania a fost anexată alături de Letonia și Estonia, fără să opună nicio rezistență. Acest fapt i-a făcut pe unii lituanieni să treacă de partea germanilor, când Hitler a invadat Uniunea Sovietică, sperând să ajute la recucerirea independenței Lituaniei. Unii dintre colaboratorii lituanieni ai germanilor au fost implicați în comiterea de crime de război prin participarea la Holocaust. În cadrul Armatei Roșii a fost formată o divizie de lituanieni, din rândul cărora au murit, după cum afirmă Krivoșeev, 11.600 de lituanieni.

### Luxemburg
Când germanii au invadat Franța în drumul spre Țările de Jos în primăvara anului 1940, Luxemburgul, în ciuda statutului de neutralitate, a fost ocupată rapid. Luxemburghezii nu au opus nicio rezistență și au capitulat imediat. Guvernul Luxemburgului nu a declarat niciodată război Axei și țara a fost efectiv anexată de Germania. Luxemburgul a fost eliberat de trupelele aliate la sfârșitul anului 1944.

### Malaezia
Malaezia s-a aflat sub controlul britanic. Între 1942-1945 țara a fost ocupată de Japonia. Partidul Comunist Malaezian a devenit rapid coloana vertebrală a Armatei Antijaponeze a Poporului Malaezian, care a fost cea mai puternică forță de rezistență din țările asiatice ocupate de niponi.

### Malta
Malta era colonie britanică în perioada celui de-al doilea război mondial. Consiliul Legislativ al Maltei a reafirmat loialitatea cetățenilor maltezi față de Regatul Unit pe 5 septembrie 1939.
Între iunie 1940 și decembrie 1942, Malta a fost una dintre cele mai intens bombardate locuri de pe pământ. Malta a fost asediată și a fost teatrul unui dintre cele mai disputate bătălii ale celui de-al doilea război mondial, unii istorici mergând până acolo încât să numească această bătălie Stalingradul Mediteranei. Malta a fost decorată cu Crucea George printr-un decret semnat de regele George al VI-lea al Regatului Unit pe data de 15 aprilie 1942.
Tăria de caracter a populației dovedită sub focul raidurilor aeriene inamice și în condițiile blocadei navale care i-a adus până în pragul foametei, a cucerit admirația națiunilor aliate. Crucea George apare pe steagul Maltei.

### Manchukuo
Manchukuo a fost înființat în 1931 ca un stat marionetă al Japoniei și a fost condus de ultimul împărat al Chinei, Pu Yi, care a domnit sub numele de împăratul Kang De. Statul nu a contribuit la efortul de război nipon, dar a rămas un aliat de încredere al Japoniei până în 1945. În 1945, Uniunea Sovietică a declarat război Japoniei, Manchukuo a fost invadată și statalitatea sa a încetat. Aproximativ jumătate din Manchukuo a fost cedată Chinei, în vreme ce peninsula Coreeană a fost împărțită între Coreea de Nord și Coreea de Sud.

### Mexic
Mexicul a declarat război Germaniei pe 1 iunie 1942 datorită presiunilor politice din partea guvernului nord-american și  după scufundarea a două petroliere mexicane în Golful Mexicului. Spre sfârșitul războiului, Escuadron Aereo de Pelea 201 a forțelor aeriene mexicane a luptat alături de Armata a 5-a aeriană americană în Pacificul de sud-vest.  Arhivat în 21 martie 2011, la Wayback Machine.

### Monaco
În ciuda simpatiilor pro-fraceze ale prințului Louis al II-lea, el a încercat să păstreze statutul de neutralitate al țării în timpul celui de-al doilea războiului mondial  și a sprininit guvenul de la Vichy al fostului său coleg de școală militară, Philippe Pétain. În 1943, micul principat a fost atacat și ocupat de armata italiană, la cârma statului fiind plasată o administrație fascistă. La scurtă vreme după aceasta, după căderea regimului lui Mussolini în Italia, armata germană  a ocupat Monaco și a început deportarea populației de origine evreiască. Printre deportați s-a aflat René Blum, fondator al Operei din Monaco.

### Mongolia
În timpul celui de-al doilea război mondial, Mongolia era condusă de guvernul  comunist al lui Khorloogiin Choibalsan și era strâns legată de Uniunea Sovietică. Armata mongolă a luptat alături de Armata Roșie, iar Mongolia a furnizat alimente și materii prime necesare industriei sovietice de război. În 1939, între Mongolia și Japonia a izbucnit un scurt război, țara fiind atacată de trupele nipone staționate în nordul Chinei.
Contraofensiva sovieto-mongolă condusă de generalul Gheorghi Jukov i-a învins în mod decisiv pe japonezi. Ca urmare, Japonia a semnat un pact prin care recunoștea "integritatea teritorială" a Mongoliei. Japonia nu s-a mai aventurat să mai atace Mongolia, dar a păstrat un număr foarte mare de soldați la granița mongolă. După ce sovieticii și-au retras trupele din regiune pentru a le plasa pe frontul european de răsărit, forțele mongole au căpătat o mare importanță strategică. Spre sfârșitul războiului, pe 10 august 1945, Mongolia a declarat război Japoniei și a luat parte la eliberarea regiunilor Chinei de nord ocupate de niponi.

### Maroc
Cea mai mare parte a Marocului a fost protectorat al Franței în timpul celui de-al doilea război mondial. Când Franța a fost înfrântă, Monaco a trecut sub controlul regimului de la Vichy, fiind oficial de partea Axei, deși în țară s-a dezvoltat o mișcare de rezistență activă. Aliații au ocupat în noiembrie 1942 Morocul în timpul Operațiunii Torța. După această dată, voluntarii marocani, așa-numiții goumiere au luptat de partea Aliaților. 
O regiune mică din nordul Marocoului, Marocul Spaniol, era protectorat spaniol și a rămas neutru în timpul războiului, așa cum a făcut și orașul internaținal Tanger.

### Nepal
Nepal a declarat război Germaniei pe 4 septembrie 1939, luptătorii gurkha luptând de partea britanicilor.

### Newfoundland
În timpul celui de-al Doilea Război Mondial,  Newfoundlandul era un dominion în cadrul Commonwealthului Națiunilor, nu o parte a Candei. Newfoundland a intrat în război pe 4 septembrie 1939 împotriva Germaniei. Temându-se că o invazie germană în Newfoundland putea să fie preludiul atacului împotriva Candei, în 1940, pemiereul canadian  William Lyon Mackenzie King și guvernatorul Newfoundlandului Sir Humphrey T. Walwyn au început negocieri cu privire la întărirea pozițiilor defensive de-a lugul coastei atlantice. Deși identitatea politcă a celor două etnități statale a fost păstrată, apărarea și forțele armate ale Newfoundlandului au fost trecute în subordinea Canadei. Ca parte a înțelegerii anglo-americane Lend Lease, Statele Unite a primit dreptul de a stabili baze aeriene și navale pe teritoriile Newfoundlandului Argentia, Stephenville și St John's.
Cetățenii din Newfoundland au fost încurajați să se înscrie voluntari în forțele armate ale Regatului Unit sau Canadei. În Royal Navy au fost angajați cam 3.500 de marinari dintre rezerviștii din Newfoundland, oameni pe care Churchill i-a numit, "cei mai buni marinari din lume pe vase mici." Royal Artillery a organizat două regimente care au luptat mai târziu în Africa de nord, Italia, Normandia și Europa de nord-vest. Alți cetățeni din Newfoundland ai luptat în Royal Air Force, iar mulți alții au lucrat în condițiile foarte primejdioase ale războiului pe vasele comerciale care asigurau aprovizionarea transatlantică a Regatului Unit. Peste 900 de newfoundlanderi, din care 257 marinari civili, au pierit în timpul luptelor, iar alți peste 100 și-au pierdut viețile în timpul scufundării vasului Caribou de către un U-boat.
Newfoundland a fost singura locație din America de Nord care a fost atacată în mod direct de forțele germane în timpul celui de-al Doilea Război Mondial. Submarinele germane au atacat mineralierele aliate șî docurile de încărcare de pe Insula Bell. Au fost scufundate cargoboturile Saganaga și Lord Strathcona pe 4 septembrie 1942, iar. Rosecastle și P.L.M. 27 au fost scufundate pe 2 noiembrie același an.

### Nicaragua
În timpul războiului, Nicaragua era condusă de Anastasio Somoza García, care preluase puterea după o lovitură militară de stat în 1937. Somoza era aliat al Statelor Unite. Nicaragua a declarat război Japoniei imediat după atacul de la Pearl Harbor. Trei zile mai târziu, pe 11 decembrie, Nicaragua a declareat război Germaniei, iar pe 19 decembrie a declarat război Bulgariei, României și Ungariei.

### Norvegia
Norvegia era foarte importantă din punct de vedere strategic atât ca rută pentru transportul de minereu de fier din Suedia spre Germania, via Narvik. Marina militară germană dorea să aibă baze militare în Norvegia. Inviolabilitatea teritorială a țării a fost încălcată când tancul petrolier german Altmark a fost abordat de distrugătorul britanic HMS Cossack în apele teritoriale norvegiene pentru a elibera marinarii civili englezi ținuți captivi pe vasul german. (Vedeți și:incidentul Altmark).
În ciuda tuturor presiunilor, Norvegia a încercat să-și păstreze neutralitatea, dar a fost atacată și ocupată de Germania pe 9 aprilie 1940 ca parte a Operațiunii Weserübung. Guvernul norvegian a fugit din capitală și după două luni de lupte a plecat în exil în Anglia, de unde a continuat lupta.
După ce au ocupat țara, germanii au început să producă componente de mare importanță ale bombei atomice, în principal apă grea. O operațiune anglo-norvegiană de distrugere a instalțiilor de la Uzina de apă grea Norsk Hydro a fost anulată după pierderea parașutiștilor-tehicieni britanici care trebuiau să execute sabotajul. Un comandou norvegian a reușit în februarie 1943 să distrugă depozitele de apă grea și instalațiile de producție. Un raid al bombardierelor americane din noiembrie i-a convins pe germani că zona este nesigură și au decis ca stocul de apă grea să fie mutat în Germania. În timpul deplasării, agenți norvegieni au organizat un nou sabotaj și au reușit să scufunde un ferry-boat care transporta apa grea și diferite instalații necesare dezvoltării producției de apă grea.
Aliații au menținut amenințarea de debarcare în Norvegia și mai multe raiduri ale unor comandouri asupra diferitelor instalații de coastă au fost efectuate pentru întreținerea temerilor germanilor. Ca urmare, germanii au menținut trupe suplimentare în Norvegia, iar flota germană de suprafață a fost menținută în apele teritoriale norvegiene pentru a face față unui posibil atac amfibiu.
În 1944, comitatul norvegian Finnmark a fost ocupat de Uniunea Sovietică și, (împreună cu comitatul  Troms), a fost devastat de trupele germane în retragere. Trupele germane din Norvegia au capitulat pe 8 mai 1945.
După război, Norvegia a devenit unul dintre membrii fondatori ai NATO.

### Noua Zeelandă
Noua Zeelandă a fost printre țări care au declarat război Germaniei pe 3 septembrie 1939, după declarația Regatului Unit, diferența fiind datorată în principal diferenței de fus orar. Noua Zeelandă a trimis o divizie pe teatrul de război din Europa și a participat la luptele din Pacific. Deși insulele neo-zeelandeze nu au fost atacate, rata pierderilor de vieți omenești din rândul personalului militar a fost cea mai ridicată dintre rândul națiunilor Commonwealthului, cu excepția Regatului Unit.

### Olanda
La fel ca Belgia, Olanda și-a proclamat neutralitatea în 1939. În mai 1940, după capitularea Norvegiei, Olanda a fost atacată și ocupată de germani după lupte grele. Rotterdamul și Middelburgul au fost supuse unor intense bombardamente de aviație. Olandezii s-au alăturat Aliaților și au contribuit cu forțele navale și forțele armate care fuseseră evacuate din țară la apărarea Asiei răsăritene, în mod particular a Indiilor Olandeze. Până la eliberarea din 1945, olandezii au luptat alături de Aliați pe tot globul, de la bătăliile din Pacific până la bătălia Angliei.

#### Indiile Olandeze Orientale
Se presupune că rezervele bogate de petrol din Indiile Olandeze Orientale au fost unul dintre principalele obiective ale atacului japonez din 7 decembrie 1941. Marina regală olandeză și armata olandeză din Indiile Olandeze Orientale făceau parte din Comandamentul americano-britanico-olandezo-australian (ADBACOM) până când forțele Aliaților din Indiile Olandeze au fost înfrânte de japonezi în martie 1942. O parte a militarilor olandezi și un număr de vapoare au reușit să se refugieze în Australia, de unde au continuat să lupte împotriva japonezilor. Japonezii au ocupat Indiile Olandeze până la sfârșitul războiului.

### Oman
Sultanul Omanului a declarat război Germaniei pe 10 septembrie 1939. Forțele din Oman au acționat sub comandament britanic pe frontul din Orientul Mijlociu.

### Panama
Panama s-a aflat sub controlul american pe toată perioada războiului. Canalul Panama asigura Statelor Unite capacitatea de a transfera rapid trupe șî materiale de război între teatrele de luptă Oceanul Pacific și European.

### Paraguay
Guvernul autoritarist al Paraguayului sub președinția lui Higinio Morínigo simpatiza cu Puterile Axei. Comunitatea germană foarte numeroasă era la rândul ei înclinată spre sprijinirea lui Hitler. Președintele american Franklin D. Roosevelt a reușit să evite alierea Paraguaiului cu Axa făcând presiuni politice și oferind ajutoare financiare și militare. În ciuda acestor eforturi americane, Parguaiul a declarat război Germaniei doar pe 2 februarie 1945, când era clar că Aliații câștigaseră războiul.

### Peru
Peru a rămas neutru până în 1942, dar când Japonia a atacat baza americană de la Pearl Harbor, Peru a devenit prima națiune sud-americană care a declarat război Axei. Datorită capacităților de rafinare ale țării, care producea mari cantități de combustibil de aviație cât și datorită apropierii de Canalul Panama, potul Talara din nord-vest a devenit o importantă bază aeriană. Marina militară peruviană a ajutat la patrularea apelor Canalului.

### Polonia
Polonia a fost prima putere Aliată care a fost înfrântă. În septembrie 1939, Polonia a fost atacată de Germania Nazistă și la scurtă vreme de URSS. Un mare număr de soldați și civili polonezi au reușit să fugă din țară prin așa numitul cap de pod românesc. Aceștia s-au reorganizat în Franța și au luat parte la Bătălia Franței. După capitularea Parisului, polonezii au organizat lupta antigermană din Regatul Unit și s-au integrat în forțele britanice. Piloții polonezi s-au remarcat în mod special în timpul Bătăliei Angliei. Rezistența poloneză, alături de cea greacă și iugoslavă, s-a remarcat prin cutezanță, vitejie și dârzenie. În afară de trupele poloneze care s-au format în Anglia, și pe teritoriul sovietic s-au organizat trupe regulate ale polonezilor. În Polonia ocupată, numeroși locuitori slavi, considerați membri ai unei "rase inferioare", au fost  trimiși în lagărele de concentrare naziste. Polonia a fost al patrulea contribuitot la cauza Aliată după Statele Unite, Anglia și Uniunea Sovietică.

### Portugalia
În timpul celui de-al doilea război mondial, Portugalia s-a aflat sub controlul dictatorului António de Oliveira Salazar, care se afla în fruntea unui guvern care se asemăna din multe puncte de vedere cu cel al lui Francisco Franco din vecina Spania. La începutul lui septembrie 1939, Portugalia și-a proclamat neutralitatea, iar simpatia politicienilor era clar de partea Aliaților. Această poziție a fost salutată de Regatul Unit care se înscria în tradiția tratatelor anglo-portugheze din 1373 (Alianța anglo-portugheză) și din 1386 (Tratatul de la Windsor). Invazia germană din Franța i-a adus pe naziști la Pirinei, ceea ce i-a permis lui Hitler să facă presiuni neașteptate asupra Spaniei și Portugaliei. După declanșarea Operațiunii Barbarossa, germanii au fost lipsiți de sursa sovietică de wolfram (tungsten) din Asia, și naziștii au fost obligați să caute tactici comerciale portrivite să facă rost de wolfram din Portugalia. La început, Germania a crescut artificial prețurile în încercarea de a ocoli autoritățile portugheze și de a determina producătorii să vândă direct agenților germani. Salazar a încercat să combată această practică, iar în octombrie 1941 germanii au scufundat un vas comercial portughez, acesta fiind primul caz de acest fel din timpul războiului. Submarinele germane au torpilat un al doilea vas comercial în ianuarie 1942. În ciuda dorinței lui de a rezista presiunilor, datorită amenințărilor naziste împotriva vaselor comerciale portugheze, Salazar a semnat în ianuarie 1942 o înțelegere de vânzare a wolframului către Germania. În iunie 1943, britanicii au invocat alianța istorică anglo-potugheză cerând să aibă permisiunea pentru a înființa o bază navală militară în Insulele Azore. Salazar a fost imediat de acord. Aliații au promis să acorde tot ajutorul de care erau capabili în eventualitatea unui atac împotriva Portugaliei. În plus, Statele Unite și Marea Britanie au garantat integritatea posesiunilor coloniale portugheze. În 1944, Portugalia a declarat un embargo total al wolframului împotriva Germaniei. În ciuda protestelor violente a ambasadorului german la Lisabona față de înțelegerea cu privire la insulele Azore, Germania nu a întreprins niciodată măsuri de represalii împotriva Portugaliei. Deși se afla sub presiunea politică uriașă a Berlinului și în ciuda prezenței a numeroși spioni naziști în Portugalia, Lisabona a devenit un loc sigur pentru evreii fugiți din calea persecuțiilor fasciștilor din toată Europa. La izbucnirea celui de-al doilea război mondial, refugiații evrei din Europa Centrală au primit statutul de rezident. După invazia germană din Franța, Portugalia a adoptat o politică liberală în privința vizelor care a permis mai multor mii de evrei refugiați să intre în țară. Pe timpul războiului, Portugalia avea să dea vize de intrare celor care veneau după operațiuni de salvare, cu condiția ca refugiații să nu rămână și să-și continue drumul în altă țară dispusă să-i primească. Portugalia s-a alăturat eforturilor făcute de alte țări neutre pentru salvarea evreilor unguri. Peste 100.000 de evrei și refugiați au reușit să fugă din Germania Nazistă și au ajuns în locuri sigure tranzitând prin Portugalia. La începutul războiului, sute de mii de evrei au ajuns în Lisabona de unde, după o săptămână, plecau mai departe spre Statele Unite. Un mic număr de evrei a hotărât să rămână în Portugalia. Toți evreii portughezi și refugiații care au ales să rămână în Portugalia au supraviețuit războiului.

#### Coloniile portugheze

##### Macao
Deși japonezii au ocupat colonia britanică alăturată Hong Kong în 1941, la început s-au ferit să intervină în mod direct în afacerile coloniei Macao. Deși a rămas un teritoriu neutru – așa cum a rămas neutră și metropola – autoritățile locale portugheze nu au avut priceperea să împiedice activitățile japonezilor în Macao. În 1943, Japonia a ordonat conducerii coloniei să accepte consilieri japonezi. Mica forță armată portugheză din colonie a fost dezarmată, dar Macau nu a fost niciodată ocupată.

##### Timorul Portughez
La începutul anului 1942, autoritățile portugheze își mențineau neutralitatea în ciuda avertismentelor din partea guvernelor australian și al Indiilor Olandeze conform cărora Japonia urma să atace insula. Pentru a-și apăra poziițiile din Timorul Olandez, forțele austaliene și olandeze au debarcat în Timorul Portughez și au ocupat teritoriul. Populația sau armata portugheză nu au opus nicio rezistență. După numai câteva săptămâni, forțele japoneze au debarcat în Timor, dar au întâlnit o rezistență foarte puterinică și nu au reușit să controleze deplin insula datorită acțiunilor de gherilă lansate de comandourile aliate, care erau susținute de populația locală. Se estimează că între 40.000 și 70.000 de timorieni au fost uciși de japonezi între 1942-1945.

### Regatul Unit al Marii Britanii și Irlandei de Nord
Regatul Unit al Marii Britanii și Irlandei de Nord a fost unul dintre puterile inițiale ale Aliaților, intrând în război în 1939 pentru a-și onora angajamentele luate față de Polonia. După capitularea Franței, Regatul Unit a fost singura națiune aliată care mai lupta împotriva Germaniei, până la invazia nazistă în Uniunea Sovietică. Regatul Unit a fost profund implicată în războiul de pe fronturile din Europa de Vest, Oceanul Atlantic, Marea Mediterană, Africa și Asia de Sud-Est, și a fost una dintre cele cele trei mari puteri în timpul conferințelor Aliaților din a doua jumătate a războiului. Regatul Unit a menținut legături foarte strânse cu națiunile Commmonwealthului Britanic și a trecut unele dintre forțele lor armate în subordinea directă a forțelor armate britanice, folosindu-le în operațiunile militare aliate.

### Rhodesia de Sud
Rhodesia de Sud (în zilele noastre Zimbabwe) era în perioada războiului colonie britanică, fiind astfel acoperită de declarația de război britanică. Unitățile rhodesiene au luptat în Europa, Africa de Nord și în Burma. Trupele rhodesiene nu au avut permisiunea să funcționeze ca unități compozite, (spre deosebire de unitățile australiene, canadiene sau sud-africane), deoarece erau constituite în mare parte din coloniști. Un mare număr de militarei rhodesieni, în mod special din unitățile de pușcași nu erau albi, ci ori erau metiși ori de etnie ndebele. Stagiul lor militar nu a fost niciodată recunoscut de guvernul ZANU (PF) din Harare.
Viitorul prim-ministru, la fel ca mulți alți albi contemporani, Ian Smith, a luptat sub comandă britanică ca pilot de avion de vânătoare în timpul Bătăliei Angliei.

### România
România a fost pentru prima oară implicată în cel de-al doilea război mondial în 1939, când a acordat drepturi de tranzit pentru membrii guvernului polonez, pentru tezaurul Poloniei și pentru aproximativ 20 de divizii ale armatei poloneze. În 1940, în fața amenințărilor conjugate sovietice, ungare și bulgare, România a cedat Basarabia, Transilvania de Nord și Cadrilaterul și a fost obligată în cele din urmă să se alăture Axei. Ca membră a Axei, cea mai mare parte a efortului de război a fost făcut pe frontul de răsărit. După intrarea Armatei Roșii în România, pe 23 august 1944 mareșalul Ion Antonescu a fost îndepărtat de la putere și la București s-au succedat mai multe guverne care au alăturat România efortului de război al Aliaților pentru restul războiului. În 1946, după alegeri parlamentare falsificate, la cârma țării a fost instalat un guvern prosovietic. România a devenit unul dintre membrii importanți ai Pactului de la Varșovia.

### San Marino
Încă de pe vremea lui Garibaldi, San Marino a menținut legături foarte strânse cu Italia. San Marino a declarat război Regatului Unit odată cu Italia în 1940. După ce Italia a capitulat, San Marino și-a proclamat imediat neutralitatea. Pe 21 septembrie 1944, San Marino a declarat război Germaniei, care a ocupat mica republică în timpul retragerii ei spre nord.

### Singapore
Singapore era o colonie a coroanei sub control britanic și așezarea ei strategică a făcut-o de maximă importanță pentru controlarea traficului între Asia și Europa. Pentru aceste motive, Japonia a invadat Singapore în timpul și a cucerit orașul (7 – 14 februarie 1942). Orașul a fost redenumit Syonan și  a rămas sub control japonez până la sfârșitul războiului.

### Siria
Siria a fost sub control francez de-a lungul întregului război. După capitularea Franței, Siria a trecut sub autoritatea regimului de la Vichy, care avea o atitudine favorabilă germanilor. Churchill se temea de posibilitatea unor amenințări la adresa câmpurilor petroliere irachiene care să pornească de pe teritoriul sirian. Temerile au părut că sunt reale în momentrul în care avioanele Luftwaffe au aprovizionat noul regim irachian al lui Rashid Ali, după ce au fost realimentate la Damasc.
În iunie 1941, forțele britanice și ale Franței Libere au invadat Siria, iar, după ce militarii regimului de la Vichy au rezistat o vreme, au preluat controlul asupra țării. Ocupația britanică a Siriei a continuat până la sfârșitul războiului.
Provincia Iskanderoun a fost dată Turciei pentru a o păstra neutră în război.

### Spania
Francisco Franco a cucerit puterea în Spania cu ajutorul important al Corpului Voluntarilor Italieni și al Legiunii Condor. Spania, care se resimțea după încheierea războiului civil, nu dispunea de resursele necesare participării la un nou război, iar Franco și Hitler nu au ajuns la un acord cu privire la eventuala participare iberică la conflict. Totuși, guvernul spaniol a permis voluntarilor să se alăture germanilor în lupta împotriva Uniunii Sovietice (División Azul). Cu toate acestea, Spania a fost considerată o țară nonbeligerantă. În momentul în care victoria Aliaților a devenit foarte posibilă, regimul franchist a devenit stric neutru, oficializând această stare de fapt în iulie 1943.

### Statele Unite ale Americii
Statele Unite ale Americii au fost neutre la începutul războiului, deși a dezvoltat treptat legături din ce în ce mai strânse cu Aliații și a început să asigure un sprijin tot mai substanțial pentru aceștia din urmă. SUA s-au alăturat Aliaților pe 8 decembrie 1941, după ce japonezii au atacat Hawaiiul și instalatiile militare americane de la Pearl Harbor.  Germania și Italia au declarat război Statelor Unite trei zile mai târziu. Statele Unite au fost de acord cu planul Aliat care prevedea că înfrângerea Germaniei Naziste este obiectivul principal al războiului și a cooperat cu Regatul Unit în cele mai importante operațiuni militare. SUA a făcut însă și un important efort de război împotriva Japoniei, fiind cea mai importantă forță aliată din Pacific. SUA a avut un rol hotărâtor în ceea ce privește aprovizionarea Aliaților, industria și agricultura americane, neafectate direct de distrugerile războiului fiind de maximă importanță pentru încheierea victorioasă a conflagrației. După încheierea războiului, Statele Unite și-au păstrat angajamentele față de securitatea europeană, asigurând mari investiții pentru refacerea economiilor devastate de război. Din punct de vedere politic, SUA au fost recunoscute ca lider al Aliaților occidentali, fiind forța conducătoare în noua alianță politico-militară NATO. De asemenea, Statele Unite au găzduit Organizația Națiunilor Unite, organizație internațională în cadrul căreia a căpătat unul dintre cele cinci locuri permanente ale Consiliului de Securitate.

### Suedia
Suedia a menținut statutul de neutralitate pe toată perioadă a războiului. Un număr de suedezi au luptat ca voluntari în războiul de iarnă și în cel în continuare împotriva Uniunii Sovietice. Suedia a livrat Germaniei diferite materiale, în principal minereu de fier de cea mai bună calitate, numai astfel reușind să evite se pare o invazie nazistă. Aliații au făcut un important efort de război în Norvegia doar ca să facă presiuni asupra Suediei să se alăture efortului comun de război.

### Tannu Tuva
Tannu Tuva s-a aflat sub controlul sovietic de-a lungul întregii perioade de război. A intrat în război la doar trei zile după ce Uniunea Sovietică intra oficial în război cu Germania. Tannu Tuva a fost incorporată direct în Uniunea Sovietică pe 11 octombrie 1944.

### Tailanda
Tailanda a fost unul dintre aliații Japoniei pe perioada războiului. În acea perioadă, Tailanda era condusă de mareșalul Plaek Phibunsongkhram, un dictator militar naționalist. Tailanda nu s-a implicat în război după izbucnirea conflictului pe teatrul european de luptă, dar s-a folosit de șansa apărută odată cu înfrângerea Franței petru a rezolva unele revendicări teritoriale istorice față de Indochina Franceză. Conflictul dintre Tailanda și regimul de la Vichy este cunoscut ca „războiul franco-tailandez”. În 1941, japonezii au invadat Tailanda. Phibun a considerat că superioritatea militară japoneză nu-i oferă nicio șansă Tailandei în cazul unui conflict și a ales să accepte un armistițiu care permitea japonezilor să folosească teritoriul țării. Premierul tailandez s-a arătat interesat de cooperarea cu Japonia după ce a văzut bunele rezultate ale alianței Malaeziei cu niponii. Ca urmare, Tailanda și Japonia au semant pe 21 decembrie o alianță oficială. Pe 25 ianuarie 1942, Tailanda a declarat război Statelor Unite și Regatului Unit. Tailandezii au avut o atitudine împărțită față de această alianță: în vreme ce unii sprijineau colaborarea japono-tailanză, considerâd ori că este în interesul național al țării, ori că este pragmatic să te aliezi cu puterea învingătoare, alții s-au opus activ acestei cooperări, formând Mișcarea Tailandezilor Liberi. Când războiul a luat o turnură defavorabilă niponilor, mareșalul Phibun a fost forțat să demisioneze iar Mișcarea Tailandezilor Liberi au preluat puterea și au format un nou guvern. Pe 16 august 1945, Tailanda a revocat declarația de război.

### Tonga
Regina din Tonga a pus la dispoziția britanicilor toate resursele țării, dovedindu-se un aliat de încredere al  Aliaților pe toată durata războiului.

### Transiordania
Transiordania se afla în mod oficial sub protectoratul britanic, iar forțele militare transiordaniene au luptat sub comanda britanică în timpul războiului.

### Turcia
Turcia a menținut statutul de neutralitate cea mai mare parte a războiului. În acest timp însă, Turcia a asigurat Germaniei anumite materii prime, în principal ferocrom. În ianuarie 1945, Turcia a declarat război Germaniei, dar nu a participat la nicio acțiune militară.

### Ungaria
Ungaria a fost un important aliat al Germaniei, care a semnat Pactul Tripartit pe 20 noiembrie 1940 și a participat la invazia din Uniunea Sovietică un an mai târziu. Când guvernul regentului Miklós Horthy a încercat să semneze un armistițiu cu Aliații, naziștii l-au răsturnat de la putere și l-au înlocuit cu un guvern al mișcării fasciste maghiare Crucea cu săgeți, care a condus țara până când au fost alungați de la putere de sosirea trupelor sovietice.

### Uniunea Sovietică
Participarea sovietică la luptele celui de-al doilea răiboi mondial începe, după cum consideră unii istorici cu scurtul război de frontieră mongolo-japonez din 1939. Mai târziu în același an, URSS, protejată de prevederile pactul de neagresiune sovieto-german, a ocupat estul Poloniei la numai trei săptămâni după ce Germania Nazistă ocupase vestul țării vecine. În următoarele 11 luni, sovieticii au ocupat și anexat statele baltice (Estonia, Letonia și Lituania). Uniunea Sovietică a sprijinit efortul de război nazist împotriva Europei Occidentale prin intermediul acordului comercial germano-sovietic, care l-a ajutat pe Hitler să învingă blocada comercială britanică.
După ce Finlanda a refuzat să permită Moscovei amplasarea de baze militare sovietice pe teritoriul său, Uniunea Sovietică și-a atacat veciunul pe 30 noiembrie 1939, declanșând războiul de iarnă. Uniunea Sovietică a anexat în 1940 provincia Basarabia, împingând România în alianță cu Germania. După declanșarea Operațiunii Barbarossa, cea mai mare parte a efortului de război nazist s-a concentrat pe frontul de răsărit. Uniunea Sovietică a jucat un rol crucial în înfrângerea Germaniei Naziste.
Armata Roșie, după apărarea cu succes a Moscovei, a organizat o serie de operațiuni ofensive, care au culminat cu ocuparea Germaniei Răsăritene și cucerirea Berlinului în mai 1945.
Uniunea Sovietică a suferit  pierderi uriașe pe teatrul de război european, atât din rândul civililor cât și al personalului militar. După capitularea Germaniei, Uniunea Sovietică a participat la luptele împotriva japonezilor în China și Coreea în 1945. Uniunea Sovietică a devenit una dintre principalele puteri victorioase ale celui de-al doilea război mondial și a obținut unul dintre cele cinci locuri permanente din Consiliul de Securitate al Organizației Națiunilor Unite. După război, sfera de influență sovietică s-a extins asupra celei mai mari părți a Europei Răsăritene. Uniunea Sovietică a inițiat înființarea Pactului de la Varșovia, organizație militară care se opunea NATO. În timpul Războiului rece care a urmat, Uniunea Sovietică a fost considerată ca una dintre cele două supraputeri mindiale.

### Uruguay
Uruguay a menținut un statut de neutralitate pentru cea mai mare parte a războiului, deși s-a alăturat Aliaților în cele din urmă. Pe 3 septembrie 1939, guvernul uruguaian a proclamat statutul de neutralitate, deși președintele țării, Alfredo Baldomir, avea unele simpatii față de țările Axei. Neutralitatea Uruguaiului includea o zonă maritimă de exclusivitate de 300 de mile. Niciuna dintre taberele implicate în lupte nu au respectat această zonă maritimă de exclusivitate, iar, în decembrie, a avut loc o luptă navală între o flotă britanică și cuirasatul de buzunar Amiral Graf Spee.  Mai multe națiuni latino-americane au protestat pe lângă ambele tabere. Admiral Graf Spee a  căutat să se refugieze în portul Montevideo, unde a cerut adăpost într-un port neutru, dar a trebuit să părăsească apele teritoriale uruguaiene. La începutul anului 1942, Uruguaiul a rupt relațiile diplomatice cu puterile Axei. Pe 15 februarie 1945, Uruguaiul a renunțat la politica de neutralitate și s-a alăturat Aliaților.

### Venezuela
Venzuela și-a înăsprit relațiile diplomatice cu Italia, Germania și Japonia după atacul de la Pearl Harbor. După ce, cu ajutorul american, a asigurat securitatea câmpurilor petroliere, (existaseră informații conform cărora germanii ar fi plănuit un atac în America Latină pentru cucerirea zonelor petroliere), a asigurat mari cantități de țiței pentru Aliați. Până aproape de sfârșitul războiului a menținut o relativă neutralitate, după care a declarat război țărilor Axei.

### Yemen
Regatul Mutawakkilite al Yemenului, care ocupa partea nordică a Yemenului, a urmărit o politică izolaționistă în timpul domniei regelui Yahya Muhammad Hamid ed-Din. Țara a rămas neutră pe toată durata războiului. Porțiunea sudică a Yemenului modern, cunoscută ca Protectoratul Adenului, s-a aflat sub control britanic.